# Приступа Євген Никодимович
Євген Никодимович Присту́па (нар. 1 березня 1959, Млинів, Рівненська область) — радник ректора Львівського державного університету фізичної культури.
Вчений у галузі фізичного виховання, спорту і здоров'я людини.
Доктор педагогічних наук (1996), професор (1996).
Заслужений діяч науки і техніки України.
Академік «Української академії наук».

## Біографічні відомості
Народився 1959 року в містечку Млинів на Рівненщині. Після восьмого класу вступив в Івано-Франківський технікум фізичної культури, де почав активно займатись баскетболом. Після закінчення служби в армії, 1980 року, вступив у Львівський державний інститут фізичної культури, який 1984 року закінчив із відзнакою.
1989 року, після закінчення аспірантури ЛДІФК, захистив кандидатську дисертацію з проблем моделювання підготовки висококваліфікованих баскетболістів. 1996 року захистив докторську дисертацію з проблем фізичного виховання в українській етнопедагогіці. З 1996 року, після захисту докторської дисертації, — доктор педагогічних наук, професор.
Працював на керівних посадах у Львівському обласному спортивному комітеті, Прикарпатському університеті імені Василя Стефаника, Волинському державному університеті імені Лесі Українки.
Упродовж 2001–2007 років був професором кафедри фізіотерапії Академії фізичного виховання у м. Вроцлаві [Архівовано 22 грудня 2014 у Wayback Machine.] (Польща), а також очолював департамент рекреації і туризму цього навчального закладу.
З квітня 2007 року до січня 2024 року — ректор Львівського державного університету фізичної культури.
Був головою спеціалізованої вченої ради із захисту дисертаційних робіт Львівського державного університету фізичної культури [Архівовано 28 жовтня 2014 у Wayback Machine.].
2009 р. надано почесне звання "Заслужений діяч науки і техніки України" (Указ Президента України від 10.09.2009 р., №729).
Нагороджений нагрудним знаком "За наукові та освітні досягнення" (наказ МОН України від 21.05.2015 р., №169-к), знаком "Ушинський К.Д." Національної академії педагогічних наук України (посвідчення №884 від 18.02.2016 р.), Подякою Комітету Верховної Ради України з питань сім'ї, молодіжної політики, спорту та туризму (2016 р.),  Почесною грамотою Верховної Ради  України (Розпорядження Голови ВРУ від 20.02.2017 р. №44-к).
3 2011 року є заступником голови Відділення Національного олімпійського комітету України у Львівській області [Архівовано 23 грудня 2014 у Wayback Machine.]

## Наукова діяльність
Підготував понад 400 наукових, навчальних і методичних праць одноосібно й у співавторстві (понад 60 опубліковано у провідних іноземних виданнях), з яких сім монографій, три навчальних посібники. Основні: «Дидактичні ігри з м'ячами» (2014), «Українські народні ігри» [Архівовано 11 грудня 2014 у Wayback Machine.] (2012), «Фізична рекреація» (2010), «Актуальні проблеми теорії і методики фізичного виховання» (2005), «Українські народні рухливі ігри, розваги та забави: методологія, теорія і практика» (1999), «Теорія фізичного виховання» (1996), «Система народних знань про фізичний розвиток і фізичне виховання» (1995), «Народні ігри українців в системі релігійно-обрядових свят» (1995), «Найдавніші витоки українських народних ігор та забав» (1995), «Українські національні традиції фізичного виховання» (1995), «Українські народні ігри, розваги та забави: методологія їх диференціації» (1995), «Народна фізична культура українців» (1995), «Традиції української національної фізичної культури» (1991).
Має 7 авторських свідоцтв і патентів України.
Підготував 15 кандидатів і 6 докторів наук з фізичного виховання і спорту, педагогіки та психології.
Член редакційної колегії багатьох наукових журналів в Україні та Євросоюзі, а також збірників наукових праць: «Фізичне виховання, спорт і культура здоров′я у сучасному суспільстві» (Луцьк, 1999), Науковий вісник Волинського державного університету імені Лесі Українки, серія: Фізична культура і спорт (Луцьк, 2000) та «Проблеми педагогічних технологій» (Луцьк, 2004).
Від 2010 року є головним редактором збірника наукових праць з галузі фізичного виховання, спорту і здоров'я людини «Молода спортивна наука України» [Архівовано 18 червня 2017 у Wayback Machine.] (Львів, ЛДУФК), науковим консультантом журналу"Фізична активність, здоров'я і спорт [Архівовано 23 грудня 2014 у Wayback Machine.]" (Львів, ЛДУФК) та електронного наукового видання «Спортивна наука України [Архівовано 23 грудня 2014 у Wayback Machine.]» (Львів, ЛДУФК).

## Публікації
Наукові праці Є. Н. Приступи:
1984:
1.   Комплексная оценка двигательного навыка стрелка из лука / Г. Б. Сафронова, А. Я. Степина, Э. А. Сиворонова, Е. Н. Приступа // Научные основы управления и контроля в спортивной тренировке : тез. докл. респуб. науч.-практ. конф. – Николаев, 1984. – С. 171–172.
1985:
2.   Жданова О. Н. Изучение деятельности руководящих физкультурных органов по управлению массовой физкультурно-оздоровительной работы / О. Н. Жданова, Е. Н. Приступа // Физическая культура – производству : тез. докл. респуб. науч.-практ. конф. – Ровно, 1985. – С. 13–16.
3.   Жданова О. Н. К вопросу об изучении деятельности руководящих физкультурных органов по управлению пропагандой физической культуры в области / О. Н. Жданова, Е. Н. Приступа // Проблемы организации и пропаганды массовых форм физкультурно-оздоровительных занятий : тез. Всесоюз. науч.-практ. конф. – Таллин, 1985. – С. 84–85.
4.    Функциональная структура раннего восстановительного периода после напряженной мышечной и умственной деятельности / Г. Б. Сафронова, Е. Н. Череповский, А. Я. Герман, А. Я. Степина, Э. А. Сиворонова, С. А. Музыкантова, Е. Н. Приступа, Е. А. Кан // Физиологические проблемы утомления и восстановления : тез. докл. науч.-практ. конф. – Черкассы, 1985. – С. 133–135.
1986:
5.    Методология соревновательной деятельности в спортивных единоборствах : отчет о НИР (промеж.) / В. С. Келлер, Ф. Ф. Стрижова, М. Л. Иткин, Е. Н. Приступа. – Львов, 1986. – 88 с.
1987:
6.    Методология соревновательной деятельности в спортивных единоборствах : отчет о НИР (промеж.) / В. С. Келлер, Ф. Ф. Стрижова, М. Л. Иткин, Е. Н. Приступа. – Львов, 1987.– 88 с.
1988:
7.    Келлер В. С. Характеристики соревновательной деятельности и методика повышения результативности баскетболистов при розыгрыше стандартных положений / В. С. Келлер, Е. Н. Приступа // Научно-педагогические проблемы физической культуры и спорта в свете основных направлений перестройки высшего и среднего специального образования в республике : тез. докл. респуб. науч.-практ. конф. – Ивано-Франковск, 1988. – С. 100–101.
8.    Келлер В. С. Совершенствование системы повышения спортивного мастерства студентов вузов / В. С. Келлер, Р. С. Мозола, Е. Н. Приступа // Тез. докл. Всесоюз. науч.-метод. конф. сельскохозяйственных вузов по проблеме совершенствования системы повышения спортивного мастерства студентов вузов. – Дубляны, 1988. – С. 9.
9.    Методология соревновательной деятельности в спортивных единоборствах : отчет о НИР (промеж.) / В. С. Келлер, Ф. Ф. Стрижова, М. Л. Иткин, Е. Н. Приступа. – Львов, 1988.– 66 с.
10.  Повышение эффективности управления системы подготовки высококвалифицированных студентов-спортсменов / Р. С. Мозола, В. Н. Трач, Е. Н. Приступа, О. М. Вацеба // Тез. докл. Всесоюз. науч.-метод. конф. сельскохозяйственных вузов по проблеме совершенствования системы повышения спортивного мастерства студентов вузов. – Дубляны, 1988. – С. 5–6.
11.  Устройство для исследования динамических и кинематических характеристик взаимодействия игрока с мячом : изобретение № 4380496/12 / Е. Н. Приступа, В. С. Келлер, М. В. Говор [и др.]. – Москва, 1988. – Заявл. 18.02.88.
1989:
12.  Приступа Е. Н. Модельные характеристики и методика повышения результативности соревновательной деятельности единоборствующих баскетболистов при розыгрыше стандартных положений : автореф. дис. … канд. пед. наук : [спец.] 13.00.04 ,,Теория и методика физического воспитания и спортивной тренировки” / Приступа Евгений Никодимович ; КГИФК. – Киев, 1989. – 21 с.
13.  Приступа Е. Н. Розыгрыш стандартных положений / Е. Н. Приступа // Старт. – 1989. − № 5. – С. 19.
14.  Устройство для тренировки баскетболистов : пат. № 4854262/12 / Е. Н. Приступа, М. В. Говор, А. Л. Васильчук. – Москва, 1989.
15.  Приступа Е. Н. Стенд для тренировки специализированных реагирований / Е. Н. Приступа, В. С. Келлер, Н. В. Говор // Техника и спорт − V : тез. докл. Всесоюз. науч.-техн. конф. – Москва, 1989. − № 5.
16.  Келлер В. С. Факторы результативности соревновательной деятельности при розыгрыше стандартных положений / В. С. Келлер, Е. Н. Приступа // Проблемы повышения мастерства спортсменов : тез. докл. науч.-практ. конф. – Чебоксары, 1989. – С. 71.
17.  Келлер В. С. Устройство для коррекции динамических и кинематических характеристик взаимодействия игрока с мячом / В. С. Келлер, Е. Н. Приступа, Н. В. Говор // Техника и спорт − V : тез. докл. Всесоюз. науч.-техн. конф. – Москва, 1989.
1990:
18.  Приступа Є. Гопак – танець чи двобій / Євген Приступа // Спортивна газета. – 1990. − № 132. – 3 лист.
19. Приступа Е. Н. Методические рекомендации по моделированию соревновательных влияний при розыгрыше стандартных положений в тренировке высококвалифицированных баскетболистов / Е. Н. Приступа. – Киев : [б. и.], 1990. – 27 с.
20.  Приступа Е. Н. Факторы результативности соревновательной деятельности при розыгрыше стандартных положений в баскетболе / Е. Н. Приступа // Научно-методическое обеспечение системы подготовки высококвалифицированных спортсменов и спортивных резервов : материалы Всесоюз. науч.-практ. конф. – Москва, 1990. – С. 226–227.
21.  Приступа Е. Н. Моделирование соревновательных воздействий в учебно-тренировочном процессе квалифицированных баскетболистов / Е. Н. Приступа, А. Б. Мацак, Ю. М. Черкасов // Научно-методическое обеспечение системы подготовки высококвалифицированных спортсменов и спортивных резервов : материалы Всесоюз. науч.-практ. конф. – Москва, 1990. – С. 227–228.
22.  Приступа Е. Н. Программирование и контроль тренировочного процесса юных футболистов : метод. реком. / Е. Н. Приступа, И. Г. Фалес, А. Ф. Огерчук. – Москва : [б. и.], 1990. – 25 с.
23.  Приступа Є. Український спорт… від витоків до сьогодення / Є. Приступа, Ю. Киричук // Спортивна арена. – 1990. – № 2. – С. 3–4.
24.  Приступа Є. Український спорт… від витоків до сьогодення / Є. Приступа, Ю. Киричук // Спортивна арена. – 1990. – № 3. – С. 2–3.
25.  Фалес И. Г. Теоретико-методические аспекты системы подготовки юных футболистов 14–15 лет / И. Г. Фалес, А. Ф. Огерчук, Е. Н. Приступа // Построение тренировочного процесса учащихся спортивных школ : сб. науч. работ. – Москва, 1990. – С. 124–129.
1991:
26.  Приступа Є. Н. Українська система фізичного виховання: традиції та перспективи розвитку / Є. Н. Приступа // Нація і спорт : матеріали міжнар. наук. конф., присвяч. 80-річчю СТ ,,Україна”. – Львів, 1991. – С. 12–14.
27.  Приступа Є. Н. Традиції української національної фізичної культури / Є. Н. Приступа, В. С. Пилат. – Львів : Троян, 1991. – Ч. 1. – 104 с.
28.  Нація і спорт : матеріали міжнар. наук. конф., присвяч. 80-річчю СТ „Україна” / ред. кол. : Є. Приступа, Л. Мазур, М. Герцик, О. Вацеба [та ін.]. – Львів : [б. в.], 1991. − 91 с.
1992:
29.  Приступа Є. Н. Рухові ігри та забави / Є. Н. Приступа, О. М. Вацеба. – Львів : Троян, 1992. – 88 с.
30.  Приступа Є. Н. Народні дитячі та юнацькі ігри і забави Галичини / Є. Н. Приступа, О. В. Бік // Роль фізичної культури в здоровому способі життя : [тези доп.] ІІІ Регіон. наук.-практ. конф. – Львів, 1992. – С. 22–24.
31.  Приступа Є. Н. Традиції українського фізичного виховання / Є. Н. Приступа, О. В. Бік // Основа. – 1992. – 15 лют.
32.  Приступа Є. Українська військово-похідна та спортивна термінологія: поступ чи консервація? / Євген Приступа // Ратуша. – 1992. – 10 лист.
33.  Боберський І. Рухливі ігри та забави / передм. Є. Н. Приступа, О. М. Вацеба. – Львів : Троян, 1992. – С. 3–7.
34.  Васильчук А. Л. Перспективи електрогоніометрії при удосконаленні спортивної моторики / А. Л. Васильчук, Є. Н. Приступа // Роль фізичної культури в здоровому способі життя : [тези доп.] ІІІ Регіон. наук.-практ. конф. – Львів, 1992. – С. 134–136.
35.  Українська спортивна та військово-похідна термінологія : матеріали Всеукр. наук.-практ. конф. / відп. ред. Є. Н. Приступа. – Львів, 1992. – 80 с.
1993:
36.  Приступа Є. Н. Українські народні ігри в дошкільному вихованні / Є. Н. Приступа // Народні звичаї, традиції і природничі основи національного виховання дітей в дошкільних закладах України : тези доп. міжнар. наук. конф. Прикарпат. держ. ун-ту. – Івано-Франківськ, 1993. – С. 147–150.
37.  Приступа Є. Н. Теоретико-методичні аспекти класифікації українських народних ігор / Є. Приступа, О. Бік // Спорт і національне відродження : матеріали Всеукр. наук. конф., присвяч. 120-літтю від дня народження Івана Боберського. – Львів, 1993. – Ч. 1. – С. 210–211.
38.  Мозола Р. С. Індивідуальне тренування баскетболістів : [метод. посіб. для тренерів, вчителів, спортсменів та студ. спеціальних навч. закл.] / Р. С. Мозола, Є. Н. Приступа, О. М. Вацеба. – Львів : [б. в.], 1993. – 88 с.
39.  Методика комплексного вивчення взаємодії вестибулярної і слухової сенсорних систем у здорових і глухих дітей / Г. Б. Сафронова, А. В. Магльований, І. Б. Грибовська, Є. Н. Приступа, І. В. Харабуга // Здоров’я і освіта : матеріали І Всеукр. наук.-практ. конф. – Львів, 1993. – Ч. 2. – С. 211–212.
40.  Вступне слово Голови Української спортивної асоціації Євгена Приступи // Спорт і національне відродження : матеріали Всеукр. наук. конф., присвяч. 120-літтю від дня народження Івана Боберського. – Львів, 1993. – Ч. 1. – С. 3.
41.  Про невідкладні питання інвалідного спорту / А. В. Магльований, М. К. Хусківадзе, М. С. Герцик, Є. Н. Приступа, Г. Б. Сафронова, І. В. Харабуга, І. Б. Грибовська // Здоров’я і освіта : матеріали І Всеукр. наук.-практ. конф. – Львів, 1993. – Ч. 2. – С. 159.
42.  Спорт і національне відродження : матеріали Всеукр. наук. конф., присвяч. 120-літтю від дня народження Івана Боберського : у 2-х ч. / ред. кол. : М. Герцик, О. Вацеба, Є. Приступа [та ін.]. – Львів, 1993 – 240 с.
43.  Теоретико-методичні аспекти національної фізичної культури : звіт про НДР : тема 1.3.1.02 ; № ДР 0294U001314 / Є. Н. Приступа, Г. А. Васильков, О. В. Соломонко [та ін.]. – Львів, 1993.
1994:
44.  Приступа Є. Н. Історичні та соціально-філософські проблеми українського спорту / Є. Н. Приступа // Спорт і національне відродження : тези доп. Всеукр. наук. конф. – Львів, 1994. – С. 3–5.
45.  Приступа Є. Н. Концептуальні проблеми фізичного виховання у національній школі / Є. Н. Приступа // Національне виховання молоді у навчальних закладах : матеріали наук.-практ. конф. – Львів, 1994. – С. 43–44.
46.  Приступа Є. Н. Принципи і закономірності функціонування української народної фізичної культури / Є. Н. Приступа // Роль фізичної культури в здоровому способі життя : [тези доп.] ІІ Всеукр. наук.-практ. конф. – Львів, 1994. – Ч. 1. – С. 65–66.
47.  Приступа Є. Н. Проблеми національної термінології у фізичній культурі і спорті / Є. Н. Приступа // Проблеми української науково-технічної термінології : тези доп. ІІІ Міжнар. наук.-практ. конф. – Львів, 1994. – С. 169–170.
48.  Приступа Є. Н. Українська народна фізична культура в системі релігійних свят / Є. Н. Приступа // Роль фізичної культури в здоровому способі життя : [тези доп.] ІІ Всеукр. наук.-практ. конф. – Львів, 1994. – Ч. 1. – С. 67–68.
49.  Приступа Є. Напрямки вивчення народної фізичної культури / Євген Приступа, Орест Бік // Підготовка спеціалістів фізичної культури і спорту в Україні : матеріали І Респ. наук.-практ. конф. – Луцьк, 1994. – С. 343–345.
50.  Приступа Є. Теоретико-методичні аспекти класифікації українських народних ігор / Євген Приступа, Орест Бік // Спорт і національне відродження : тези доп. наук. конф. – Львів, 1994. – Ч. 1. – С. 210–214.
51.  Приступа Є. Напрямки вивчення народної фізичної культури / Є. Приступа, О. Бік, І. Блащак // Гуманітарна освіта і проблеми духовного відродження України : тези доп. міжвуз. наук. конф. – Львів, 1994. – С. 74–75.
52.  Приступа Є. Н. Впровадження української народної фізичної культури у навчально-виховний процес / Є. Н. Приступа, В. І. Левків, О. В. Бік // Національне виховання молоді у навчальних закладах : матеріали наук.-практ. конф. – Львів, 1994. – С. 67–68.
53.  Приступа Є. Н. Українська народна фізична культура у фізичному вихованні дітей / Є. Н. Приступа, В. І. Левків, О. В. Бік // Фізична культура, спорт та здоров’я нації : матеріали міжнар. наук.-практ. конф. – Вінниця, 1994. – Ч. 1. – С. 175–176.
54.  Приступа Є. Н. Теоретико-методичні аспекти національної фізичної культури : звіт про НДР : тема 1.3.102 ; № ДР 0294U01314 / Є. Н. Приступа, В. І. Левків, Я. В. Тимчак. – Львів, 1994.
55.  Приступа Є. Н. Особливості військово-фізичного виховання в Україні за даними літописів / Є. Н. Приступа, Л. О. Мазур, Я. В. Тимчак // Роль фізичної культури в здоровому способі життя : [тези доп.] ІІ Всеукр. наук.-практ. конф. – Львів, 1994. – Ч. 1. – С. 66–67.
56.  Боберський І. Рухові забави та ігри / упоряд. Є. Н. Приступа. – Львів, 1994. – 64 с.
57.  Підготовка спеціалістів з реабілітації інвалідів методами фізичної культури і спорту в інституті фізичної культури / Г. Б. Сафронова, Є. Н. Приступа, А. В. Магльований, М. С. Герцик, І. Б. Грибовська, О. Б. Дуліба, Н. Б. Малаховська // Підготовка спеціалістів фізичної культури та спорту в Україні : матеріали І Респ. конф. – Луцьк, 1994. – С. 477–478.
58.  Українська народна фізична культура : звіт про НДР : тема 1.3.5 ; № ДР 0294U001950 / кер. Є. Н. Приступа. – Львів, 1994. – 62 с.
1995:
59.  Приступа Є. Н. До питання про ґенезу українських народних ігор : метод. матеріали на допомогу вчителю фіз. культури / Є. Н. Приступа ; за заг. ред. Л. О. Мазура. – Львів : ЛОНМІО, 1995. – 9 с.
60.  Приступа Є. Н. Джерела вивчення народної фізичної культури українців : метод. матеріали на допомогу вчителю фіз. культури / Є. Н. Приступа ; за заг. ред. Л. О. Мазура. – Львів : ЛОНМІО, 1995. – 5 с.
61.  Приступа Є. Н. Народна фізична культура українців / Є. Н. Приступа. – Львів : УСА, 1995. – 254 с.
62.  Приступа Є. Н. Народна фізична культура українців в етнопедагогіці українців / Є. Н. Приступа // Вісник Львів. держ. ун-ту імені Івана Франка. Серія педагогічна. – Львів, 1995. – С. 22–30.
63.  Приступа Є. Н. Національний ідеал тілесної досконалості в українській народній фізичній культурі / Є. Н. Приступа // Актуальні проблеми національного виховання студентської молоді : матеріали регіон. наук.-практ. конф. – Івано-Франківськ, 1995. – С. 60–61.
64.  Приступа Є. Н. Програма розвитку фізичної культури і спорту у Львівській області / Є. Н. Приступа. – Львів, 1995. – 40 с.
65.  Приступа Є. Н. Українська народна фізична культура в дослідженнях М. Грушевського / Є. Н. Приступа // Михайло Грушевський і Західна Україна: доп. і повідомл. наук. конф. Львів. держ. ун-ту імені Івана Франка – Львів, 1995. – С. 253–255.
66.  Приступа Є. Н. Українські народні ігри, розваги та забави: методологія їх диференціації : метод. рек. / Є. Н. Приступа – Львів : ЛОНМШО, 1995. – 16 с.
67.  Приступа Є. Н. Українські національні традиції фізичного виховання : метод. рек. / Є. Н. Приступа. – Львів : ЛОНМІО, 1995. – 40 с.
68.  Приступа Є. Н. Ефективність використання українських народних ігор у дитячих дошкільних закладах м. Львова / Є. Н. Приступа, О. В. Бік // Фізична культура та спорт – важливий фактор виховання особистості та зміцнення здоров’я населення : тези звітної наук.-практ. конф. викл. ЛДІФК за 1994 р. – Львів, 1995. – С. 21–22.
69.  Приступа Є. Н. Найдавніші витоки українських народних ігор та забав : метод. матеріали на допомогу вчителю фіз. культури / Є. Н. Приступа, В. І. Левків ; за заг. ред. Л. О. Мазура. – Львів : ЛОНМІО, 1995. – 10 с.
70.  Приступа Є. Н. Народні ігри українців в системі релігійно-обрядових свят : метод. матеріали на допомогу вчителю фіз. культури / Є. Н. Приступа, В. І. Левків ; за заг. ред. Л. О. Мазура. – Львів : ЛОНМІО, 1995. – 28 с.
71.  Приступа Є. Н. Основи періодизації української народної фізичної культури / Є. Н. Приступа, М. М. Олексюк // Фізична культура та спорт – важливий фактор виховання особистості та зміцнення здоров’я населення : тези звіт. наук.-практ. конф. викл. ЛДІФК за 1994. – Львів, 1995. – С. 5–6.
72.  Приступа Є. Н. Формування відчуття ритму з використанням засобів української народної фізичної культури / Є. Н. Приступа, Р. Л. Петрина // Роль фізичної культури в здоровому способі життя : матеріали І Міжнар. наук.-практ. конф. – Львів, 1995. – С. 50–51.
73.  Приступа Є. Н. Система народних знань про фізичний розвиток і фізичне виховання : метод. рек. / Є. Н. Приступа, В. Д. Чекас. – Львів : ЛТЕА, 1995. – 46 с.
74.  Приступа Є. Н. Синхронна реєстрація параметрів ЧСС, ЧД, вербальних коливань та соматичних функцій під час ігрової діяльності дітей / Є. Н. Приступа, В. І. Левків, О. В. Бік // Актуальні проблеми фізичного виховання у вузі : матеріали Всеукр. наук.-практ. конф. – Донецьк, 1995. – С. 77–78.
75.  Приступа Є. Н. Фізичне виховання в національній школі / Є. Н. Приступа, О. В. Слимаковський, О. О. Волошина // Культура і освіта : матеріали міжнар. наук. конф. – Вінниця, 1995. – С. 223–224.
76.  Приступа Є. Н. Вплив язичництва та християнства на військово-фізичне виховання в Україні (до кінця ХІІІ ст.) / Євген Приступа, Леонід Мазур, Ярослав Тимчак // Тези доп. V Міжнар. круглого столу. – Київ ; Львів, 1995. – Ч. 4. – С. 359–361.
77. Приступа Є. Чи здатен національний спорт консолідувати українську націю / Євген Приступа // Республіканець. – 1995.– № 1/2. – С. 89–90.
78.  Левків В. І. Використання засобів народної фізичної культури у фізичному вихованні студентів / В. І. Левків, Є. Н. Приступа // Актуальні проблеми фізичного виховання у вузі : матеріали Всеукр. наук.-практ. конф. – Донецьк, 1995. – С. 16.
79.  Осінчук В. Г. Анкета: фізична культура і я (для дітей молодшого шкільного віку) / В. Г. Осінчук, Є. Н. Приступа, М. В. Данилевич. – Львів : [б. в.], 1995. – 4 с.
1996:
80.  Приступа Є. Н. Становлення і розвиток педагогічних основ української народної фізичної культури : автореф. дис. … д-ра пед. наук : [спец.] 13.00.01 ,,Теорія та історія педагогіки” / Приступа Євген Никодимович ; Ін-т пед. АПН України. – Київ, 1996. − 48 с.
81.  Шиян Б. М. Теорія фізичного виховання : навч. посіб. / Б. М. Шиян, В. Г. Папуша, Є. Н. Приступа. – Львів: ЛОНМІО, 1996. – 220 с.
1997:
82.  Приступа Є. Н. Система народних знань і уявлень про фізичне виховання людини / Є. Н. Приступа // Традиції фізичної культури в Україні : зб. наук. ст. Волин. держ. ун-ту імені Лесі Українки. – Київ, 1997. – С. 131–146.
83.  Приступа Є. Н. Формування національної свідомості засобами туристично-краєзнавчої роботи / Є. Н. Приступа, Г. М. Гуменюк // Ідея національного виховання в українській і психолого-педагогічній науці ХІХ-ХХ ст. : зб. наук. ст. Всеукр. наук.-практ. конф. – Коломия, 1997. – С. 200–202.
84.  Приступа Є. Н. Особливості проведення українських народних ігор та забав з дітьми дошкільного і молодшого шкільного віку / Є. Н. Приступа, В. І. Левків // Сучасні проблеми розвитку теорії та методики спортивних і рухливих ігор : тези ІІ Всеукр. наук.-практ. конф. – Львів : ЛДІФК, 1997. – С. 60.
85.  Приступа Є. Н. Українські народні ігри в фізичному вихованні дітей / Є. Н. Приступа, О. В. Бік, О. В. Слимаковський // Традиції фізичної культури в Україні : зб. наук. ст. – Київ, 1997. – С. 153–162.
86.  Приступа Є. Н. Теоретичні та методичні аспекти кваліфікації засобів народної фізичної культури / Є. Н. Приступа, В. І. Левків, Р. С. Мозола // Традиції фізичної культури в Україні : зб. наук. ст. – Київ, 1997. – С. 115–131.
87.  Приступа Є. Н. Зміст і форма військово-фізичної підготовки в Україні (з найдавніших часів до XIII століття) / Є. Н. Приступа, Я. В. Тимчак, Л. О. Мазур // Традиції фізичної культури в Україні : зб. наук. ст. Волин. держ. ун-ту імені Лесі Українки. – Київ, 1997. – С. 35–44.
88.  Українська народна фізична культура як педагогічна освіта : звіт про НДР (проміж.) : тема 1.3.5. / Є. Приступа, В. Левків, Я. Тимчак, Р. Петрина. – Львів, 1997. − 112 с.
1998:
89.  Іванашко О. Є. Самосвідомість дошкільника: психологічні орієнтири формування здорового способу життя / Іванашко О. Є., Приступа Є. Н. // Науковий вісник Волин. держ. ун-ту імені Лесі Українки. – Луцьк, 1998. – № 8. – С. 114 – 117.
1999:
90.  Приступа Є. Тенденції розвитку фізичного виховання в Україні / Євген Приступа // Концепція розвитку галузі фізичного виховання і спорту в Україні : зб. наук. пр. РЕГІ. – Рівне, 1999. – С. 267–274.
91.  Приступа Є. Н. Інтереси і потреби молоді у сфері проведення культурно-спортивних заходів / Є. Н. Приступа, Т. В. Палагнюк // Педагогіка, психологія та медико-біологічні проблеми фізичного виховання і спорту : зб. наук. пр. / за ред. С. С. Єрмакова. – Харків, 1999. − № 1. – С. 4–6.
92.  Приступа Є. Н. Методика кількісних вимірів рухової активності людини / Є. Н. Приступа, І. М. Ріпак, В. М. Соколовський // Педагогіка, психологія та медико-біологічні проблеми фізичного виховання і спорту : зб. наук. пр. / за ред. С. С. Єрмакова. – Харків, 1999. − № 7. – С. 10–13.
93.  Приступа Є. Українські народні рухливі ігри, розваги та забави: методологія, теорія і практика : [монографія] / Євген Приступа, Олег Слімаковський, Микола Лук’янченко. – Дрогобич, 1999. – 449 с. − ISBN 966-7444-31-7.
94.  Іванашко О. Є. Психологічний зміст соціально-перцептивних уявлень дошкільників в усвідомленні здорового способу життя / Іванашко О. Є., Приступа Є. Н. // Науковий вісник Волин. держ. ун-ту імені Лесі Українки. – Луцьк, 1999. – № 7. – С. 118 – 121.
95.  Іванашко О. Є. Мотиваційні детермінанти усвідомлення дітьми здорового способу життя / Іванашко О. Є., Приступа Є. Н. // Духовність як основа консолідації суспільства: аналітичні розробки, пропозиції наукових та практичних працівників : міжвід. наук. зб. – Київ, 1999. – Т. 16. – С. 223 – 226.
2000:
96.  Приступа Є. Методика кількісних вимірів параметрів рухової активності людини / Євген Приступа // Олімпійський спорт і спорт для всіх : тези доп. IV Міжнар. наук. конгр. – Київ, 2000. – С. 537.
2001:
97.  Приступа Е. Система спортивных соревнований инвалидов / Евгений Приступа // Фізична культура, спорт та здоров’я нації : зб. наук. пр. ВДПУ. – Київ ; Вінниця, 2001. – С. 129 – 134.
98.  Приступа Є. Параметри рухової активності чоловіків першого зрілого віку / Євген Приступа, Ігор Ріпак // Фізична культура, спорт та здоров’я нації : зб. наук. пр. ВДПУ. – Київ ; Вінниця, 2001. – С. 48–52.
99.  Приступа Є. Н. Рухова активність в житті дорослих чоловіків / Є. Н. Приступа, І. М. Ріпак // Кінезіологія в системі культури : матеріали наук. конф. – Івано-Франківськ, 2001. – С. 62–63.
100.      Приступа Є. Н. Методологія рухової активності людини / Приступа Є. Н., Ріпак І. М. // Патріотичне виховання української молоді засобами фізичної культури та козацької педагогіки : матеріали ІІ Обл. наук.-практ. конф. – Суми, 2001. – С. 161 – 164.
101.     Приступа Є. Формування потреби у руховій активності дорослих на засадах урахування особливостей їхньої мотивації та інтересів / Євген Приступа, Ігор Ріпак // Вісник Львів. нац. ун-ту. Серія: Педагогіка. – Львів, 2001. – Вип. 15, ч. 2. – Л., 2001.
102.     Приступа Є. Н. Пристрій для оцінки рухової активності людини / Є. Н. Приступа, В. А. Виноградський, І. М. Ріпак // Наука і підприємництво. Теорія і практика передумови економіки : зб. наук пр. міжнар. симп. – Вінниця ; Мукачево, 2001. – Спецвипуск. – С. 268–272.
103.      Куриш В. І. Особливості впливу різних методів контролю на психічний стан студентів / Куриш В. І., Лук'янченко М. І., Приступа Є. Н. // Реалізація здорового способу життя – сучасні підходи : зб. наук. ст. Міжнар. конф. (14–16 черв. 2001 р.). – Дрогобич, 2001. – С. 129–132.
104.     Насадюк І. І. Рухова активність студентів / І. І. Насадюк, Є. Н. Приступа // Педагогіка, психологія та медико-біологічні проблеми фізичного виховання і спорту : зб. наук. пр. / за ред. С. С. Єрмакова. – Харків, 2001. – № 6. – С. 18–20.
105.     Пристрій для оцінки рухової активності : пат. 39293А Україна / Б. А. Виноградський, Є. Н. Приступа, І. М. Ріпак, В. М. Соколовський, В. І. Матвіїв. – Опубл. 15.06.2001, Бюл. № 5.
106.     Prystupa E. Pedagogical aspects of using popular folk active games in the educational process in the physical training / Prystupa Eugeniusz // Czlowiek i Ruch. – 2001. – Nr. 1, cz. 1. – P. 32 – 36.
2002:
107.     Приступа Е. Особенности системы спортивных соревнований инвалидов / Евгений Приступа // Наука в олимпийском спорте. – 2002. − № 2. – С. 36–41.
108.     Приступа Е. Виды спорта и тенденции формирования программ соревнований Параолимпийских игр / Е. Приступа, Е. Болах // Педагогіка, психологія та медико-біологічні проблеми фізичного виховання і спорту : зб. наук. пр. / за ред. С. С. Єрмакова. – Харків, 2002. − № 23. – С. 72–77.
109.     Приступа Е. Спортивные игры в программах параолимпийских игр / Евгений Приступа, Эвгениуш Болах // Problemy dymorfizmu plciowego w sporcie : рraca zbiorowa / рod red. T. Sochy. – Katowice, 2002. – S. 360–366.
110.     Приступа Є. Тенденції розвитку важкої атлетики серед інвалідів / Євген Приступа, Євген Мислаковський // Молода спортивна наука України : зб. наук. пр. з галузі фіз. культури та спорту. – Львів, 2002. – Вип. 6, т. 2. – С. 481–483.
111.     Приступа Є. Реєстрація параметрів рухової активності людини за допомогою апаратно-програмного комплексу / Євген Приступа, Ігор Ріпак // Фізичне виховання, спорт і культура здоров’я у сучасному суспільстві : зб. наук. пр. Волин. держ. ун-ту імені Лесі Українки. – Луцьк, 2002. – Т. 2. – С. 18–21.
112.     Приступа Є. Динаміка навантажень у неповносправних важкоатлетів протягом передзмагального мезоциклу тренування / Євген Приступа, Євген Мислаковський, Тетяна Приступа // Молода спортивна наука України : зб. наук. пр. з галузі фіз. культури та спорту. – Львів, 2002. – Вип. 6, т. 2. – С. 483–490.
113.     Приступа Є. Адаптаційні реакції системи кровообігу неповносправних важкоатлетів на силові навантаження / Євген Приступа, Тетяна Приступа, Богдан Сікора // Молода спортивна наука України : зб. наук. пр. з галузі фіз. культури та спорту. – Львів, 2002. – Вип. 6, т. 2. – С. 369–372.
114.     Бубела О. Показники коефіцієнтів асиметрії у дітей молодшого шкільного віку / Олег Бубела, Євген Приступа // Сучасні проблеми розвитку теорії та методики гімнастики : зб. наук. матеріалів. – Львів : ЛДІФК, 2002. – С. 40–43.
115.     Бубела О. Характеристика вправ, які використовуються на уроках фізичного виховання на предмет формування постави у дітей молодшого шкільного віку / Олег Бубела, Євген Приступа // Педагогіка, психологія та медико-біологічні проблеми фізичного виховання і спорту : зб. наук. пр. / за ред. С. С. Єрмакова. – Харків, 2002. − № 10. – С. 3–9.
116.     Сколімовський Т. Підготовка фахівців для інвалідного спорту у вищих закладах освіти Польщі / Тарас Сколімовський, Євген Приступа, Евгеніуш Болах // Молода спортивна наука України : зб. наук. пр. з галузі фіз. культури та спорту. – Львів, 2002. – Вип. 6, т. 2. – С. 569–571.
117.      Prystupa E. Tendencje rozwoju sportu paraolimpijskiego / Prystupa E. // Advances in Clinical and Experimental Medicine. – 2002. – Vol. 11, N 1, suppl. 1. – S. 59–63.
2003:
118.     Приступа Е. Виды спорта и тенденции формирования программ соревнований Параолимпийских игр / Е. Приступа, Е. Болах // Наука в олимпийском спорте. – 2003. – № 1. – С. 115–120.
119.     Приступа Є. Спортивні ігри у програмах Паралімпійських ігор / Євген Приступа, Евгеніуш Болах // Оздоровча і спортивна робота з неповносправними : зб. наук. ст. з проблем фіз. виховання і спорту та фіз. реабілітації неповносправних. – Львів, 2003. – Вип. 1. – С. 75–80.
120.     Приступа Є. Глобалізація підготовки кадрів у галузі фізичного виховання і спорту / Євген Приступа, Анджей Рокіта // Концепція розвитку галузі фізичного виховання і спорту в Україні : зб. наук. пр. – Рівне, 2003. – Вип. 3, ч. 2. – С. 29–34.
121.     Приступа Є. Тенденції підготовки фахівців фізичного виховання і спорту в Європі / Євген Приступа, Анджей Рокіта // Педагогіка, психологія та медико-біологічні проблеми фізичного виховання і спорту : зб. наук. пр. / за ред. С. С. Єрмакова. – Харків, 2003. − № 15. – С. 124–130.
122.     Приступа Є. Комплексне відновлення неповносправних важкоатлетів з церебральним паралічем в процесі спортивної підготовки / Євген Приступа, Тетяна Приступа // Молода спортивна наука України : зб. наук. пр. з галузі фіз. культури та спорту. – Львів, 2003. – Т. 3. – С. 260–262.
123.     Приступа Є. Система контролю в спорті вищих досягнень неповносправних осіб / Євген Приступа, Тетяна Приступа // Концепція розвитку галузі фізичного виховання і спорту в Україні : зб. наук. пр. – Рівне, 2003. – Вип. 3, ч. 2. – С. 156–161.
124.     Приступа Є. Модельні характеристики змагальної діяльності неповносправних спортсменів у плаванні на 100 м вільним стилем / Євген Приступа, Евгеніуш Болах, Володимир Сейдель // Молода спортивна наука України : зб. наук. пр. з галузі фіз. культури та спорту. – Львів, 2003. – Вип. 7, т. 3. – С. 258–260.
125.     Ріпак І. Рухова активність як чинник зміцнення здоров’я чоловіків першого зрілого віку / Ігор Ріпак, Євген Приступа, Евгеніуш Болях // Концепція розвитку галузі фізичного виховання і спорту в Україні : зб. наук. пр. – Рівне, 2003. – Вип. 3, ч. 2. – С. 74–77.
126.     Рокіта А. Використання едукаційних м’ячів „EDUBAL” у процесі інтеґраційного виховання і навчання молодших школярів / Анджей Рокіта, Тадеуш Жепа, Євген Приступа // Молода спортивна наука України : зб. наук. пр. з галузі фіз. культури та спорту. – Львів, 2003. – Вип. 7, т. 2. – С. 54–57.
127.     Коррекция психической напряженности у детей-инвалидов зрения в процессе игровой терапии / В. Внук, Е. Приступа, Т. Приступа, Е. Болях // Педагогіка, психологія та медико-біологічні проблеми фізичного виховання і спорту : зб. наук. пр. / за ред. С. С. Єрмакова. – Харків, 2003. − № 24. – С. 101–110.
128.     Комп’ютерна програма „Діагностика” : а. с. № 7095 Україна / А. О. Бубела, О. Ю. Бубела, Б. А. Виноградський, Є. Н. Приступа, В. М. Афонін. − № 6885 ; заявл. 13.12.02 ; опубл.10.02.03.
129.     Оптимизация процесса формирования осанки у детей младшего возраста с использованием компьютерных технологий / Е. Приступа, О. Бубела, Т. Приступа, Е. Болах // Potęgowanie zdrowja : czynniki, mechanizmy i strategie zdrowotne / рod red. E. Bolach. – Radom, 2003. – S. 197–199.
130.     Суточные параметры двигательной активности человека – важный фактор оптимизации оздоровительных тренировок / Е. Приступа, Е. Болах, И. Рипак, Т. Приступа // Potęgowanie zdrowja : czynniki, mechanizmy i strategie zdrowotne / рod red. E. Bolach. – Radom, 2003. – S. 374–376.
131.     Prystupa E. Gry sportowe w programach igrzysk paraolimpijskich / E. Prystupa, E. Bolach // Instrumentalne wykorzystanie gier z pilka / red. nauk. T. Koszczyc, J. Dembinski. – Wroclaw, 2003. – S. 101–107.
132.     Prystupa E. Optymalizacja procesu ksztaltowania postawy ciala u dzieci w mlodszym wieku szkolnym z wykorzystaniem technologii komputerowych / Prystupa E., Bubela O.-O. // Wychowanie i ksztalcenie w reformowanej szkole / red. nauk. J. Jonkisz, M. Lewandowski. − Wroclaw, 2003. – S. 315–319.
133.     Bolach E. Porownanie motywacij do wyczynowego uprawiania pilki koszykowej przez zawodnikow pelnosprawnych i niepełnosprawnych / E. Bolach, А. Mikiciuk, Е. Prystupa // Оздоровча і спортивна робота з неповносправними : зб. наук. ст. з проблем фіз. виховання і спорту та фіз. реабілітації неповносправних. – Львів, 2003. – Вип. 1. – С. 153–162.
134.     System kontroli w sporcie wyczynowym osób niepełnosprawnych / E. Bolach, E. Prystupa, W. Seidel, B. Bolach // Fizioterapia. – 2003. – T. 11, N. 2, supl. – 1. – S. 35.
135.     Osobliwosci adaptacyjnych ukladu krązenia do wysilku silowego u niepełnosprawnych ciężarowcow / J. Myslakowski, E. Prystupa, T. Prystupa, W. Seidel, B. Sikora // Оздоровча і спортивна робота з неповносправними : зб. наук. ст. з проблем фіз. виховання і спорту та фіз. реабілітації неповносправних. – Львів, 2003. – Вип. 1. – С. 145–152.
136.     Kontrola rekreacji adaptacyjnych ukladu krązenia w treningu niepełnosprawnych ciężarowcow / J. Myslakowski, T. Prystupa, W. Seidel, E. Prystupa // Fizioterapia. – 2003. – T. 11, supl. 1. – S. 25.
2004:
137.     Приступа Є. Глобалізаційні тенденції в системі підготовки фахівців галузі фізичного виховання і спорту в Європі / Євген Приступа // Наукові записки Терноп. держ. ун-ту. Серія: Педагогіка. – Тернопіль, 2004. – № 4. – С. 125–129.
138.     Приступа Є. Методологічні аспекти формування критеріїв оцінки фізичної підготовленості людини / Євген Приступа // Молода спортивна наука України : зб. наук. пр. з галузі фіз. культури та спорту. – Львів, 2004. – Вип. 8, т. 2. – С. 283–287.
139.     Приступа Є. Вплив силових тренувань на гемодинаміку неповносправних осіб з церебральним паралічем / Євген Приступа, Тетяна Приступа, Евгеніуш Болях // Актуальні проблеми розвитку руху „Спорт для всіх” у контексті європейської інтеграції України : матеріали Міжнар. наук.-практ. конф. – Теорнопіль, 2004. – С. 178–180.
140.     Приступа Є. Вплив силових тренувань на гемодинаміку неповносправних осіб з церебральним паралічем / Євген Приступа, Тетяна Приступа, Роман Ясінський // Оздоровча і спортивна робота з неповносправними : моногр. з проблем фіз. виховання і спорту неповносправних. – Львів, 2004. – С. 55–58.
141.     Едукаційна програма Європейського Союзу Сократес-Еразмус в системі підготовки фахівців галузі фізичного виховання і спорту / Є. Приступа, Р. Ясінський, Г. Домбровська [та ін.] // Молода спортивна наука України : зб. наук. пр. з галузі фіз. культури та спорту. – Львів, 2004. – Вип. 8, т. 4. – С. 284–286.
142.     Проблеми контролю в спорті вищих досягнень неповносправних осіб / Є. Болях, Ю. Мігасевич, Є. Приступа [та ін.] // Оздоровча і спортивна робота з неповносправними : моногр. з проблем фіз. виховання і спорту неповносправних. – Львів, 2004. – С. 51–55.
143.     Maciantowicz J. Straty energii mechanicznej a zachowania rytmu w konkurencjach interdyscyplinarnych / J. Maciantowicz, E. Prystupa // Актуальні проблеми розвитку руху „Спорт для всіх” у контексті європейської інтеграції України : матеріали конф. – Тернопіль, 2004. – С. 46–48.
144.     Dyscypliny sportowe i tendencje ksztaltowania programow zawodow sportowych na igrzyskach Paraolimpijskich / E. Prystupa, E. Bolach, T. Prystupa, B. Bolach // Aktywność ruchowa osób niepełnosprawnych : мonogr. w zakresie rekreacji, turystyki i sportu osób niepełnosprawnych. – Wroclaw, 2004. – S. 117–130.
145.     Kontrola reakcji adaptacyjnych ukladu krązenia w treningu niepełnosprawnych / E. Prystupa, E. Bolach, T. Prystupa [etc.] // Aktywność ruchowa osób niepełnosprawnych : мonogr. w zakresie rekreacji, turystyki i sportu osób niepełnosprawnych. – Wroclaw, 2004. – S. 155–165.
2005:
146.     Приступа Є. Напрями і тенденції розвитку спорту вищих досягнень інвалідів / Євген Приступа // Олімпійський спорт і спорт для всіх : тези доп. IX Міжнар. наук. конф. – Київ, 2005. – С. 522.
147.     Приступа Є. Н. Сучасні тенденції в системі підготовки фахівців галузі фізичного виховання і спорту в Європі / Є. Н. Приступа // Реалізація здорового способу життя – сучасні підходи : зб. наук. пр. – Дрогобич, 2005. – Вип. 4. – С. 387–395.
148.     Приступа Є. Сучасні концепції діагностики фізичної підготовленості людини / Євген Приступа, Євгеніуш Болях // Актуальні проблеми теорії і методики фізичного виховання : колект. моногр. – Львів, 2005. – С. 250–255.
149.     Приступа Е. Тенденции развития паралимпийского спорта / Евгений Приступа, Евгениуш Болах // Наука в олимпийском спорте. – 2005. − № 2. – С. 26–41.
150.     Приступа Є. Параметри змагальної діяльності неповносправних волейболістів / Євген Приступа, Анна Балдик, Анна Лободзінська // Молода спортивна наука України : зб. наук. пр. з галузі фіз. культури та спорту. – Львів, 2005. – Вип. 9, т. 2. – С. 84–86.
151.     Приступа Е. Закономерности развития паралимпийского спорта / Евгений Приступа, Татьяна Приступа, Евгениуш Болях // Оздоровча і спортивна робота з неповносправними : зб. наук. ст. з проблем фіз. виховання і спорту та фіз. реабілітації неповносправних. – Львів, 2005. – Вип. 4. – С. 70–75.
152.     Актуальні проблеми теорії і методики фізичного виховання : колект. моногр. / ред. кол. : Вацеба О. М., Петришин Ю. В., Приступа Є. Н., Боднар І. Р. – Львів : [Укр. технології], 2005. – 296 с. − ISBN 966-345-036-3.
153.     Влияние терапии на параметры психической напряженности детей-инвалидов зрения / Т. Приступа, А. Толочко-Романовская, А. Балдык, Е. Приступа [и др.] // Оздоровча і спортивна робота з неповносправними : зб. наук. ст. з проблем фіз. виховання і спорту та фіз. реабілітації неповносправних. – Львів, 2005. – Вип. 4. – С. 128–133.
154.     Prystupa E. Tendencje rozwoju sportu osób niepełnosprawnych / Е. Prystupa, Е. Bolach, Т. Prystupa // Niepełnosprawni – osieroceni – niedostosowani: problemy profilaktyki i wsparcia we współczesnej pedagogice : рraca zbiorowa. – Jelenia Gora, 2005. – S. 89–96.
155.     Zakazane środki i metody w sporcie kwalifikowanym (wyczynowym) osób niepełnosprawnych / E. Bolach, B. Bolach, E. Prystupa, J. Migasiewicz // Реалізація здорового способу життя – сучасні підходи : зб. наук. пр. – Дрогобич, 2005. – С. 263–266.
2006:
156.     Приступа Е. Закономерности развития Паралимпийского спорта [Электронный ресурс] / Приступа Е., Приступа Т., Болях Е. // Спортивна наука України. – 2006. – № 2(3). – Режим доступа : www.sportscience.org.ua
157.     Приступа Т. Влияние терапии на параметры психической напряженности детей-инвалидов зрения [Электронный ресурс] / Т. Приступа, А. Толочко-Романовска, Е. Приступа // Спортивна наука України. – 2006. – № 2(3). – Режим доступа : www.sportscience.org.ua
158.     Prystupa E. Ocena bezpieczenstwa podczas nauczania skoku do wodu na glowie / Е. Prystupa, W. Wiesner // Annales Universitatis Mariae Curie-Sklodowska. Sect. D Med. − 2006. – Vol. 60, supl. 16, N 6. − S. 212 – 215.
159.     Prystupa E. Aktualne koncepcje zastosowania aktywnosci ruchowej w modyfikacji stylu zycia osob chorych na cukrzyce / Е. Prystupa, І. Migasiewicz, W. Michalczak // Annales Universitatis Mariae Curie-Sklodowska. Sect. D Med. − 2006. – Vol. 60, supl. 16, N 6. − S. 208 – 211.
160.      Prystupa E. Developmental trends in sports for the disabled. The case of Sammer Paralympics / Е. Prystupa, Т. Prystupa, Е. Bolach // Human Movement. – 2006. – Vol. 7, N 1. – S. 77 – 83. (Scopus)
161.     Prystupa E. Reakcje adaptacijne u dzieci niewidomych i niedowidzacych uprawiajacych gry i zabawy ruchowe / Е. Prystupa, Т. Rzepa, А. Rokita // Psychologiczne wspomaganie rozwoju psychicznego dziecka : teoria i badania / pod red. A. Czapigi. – Wroclaw, 2006. – S. 129 – 136.
162.      Prystupa E. Aspekty zdrowotne i lecznicze w edukacji plywackiej studentow AWF we Wroctawiu / Е. Prystupa, W. Wiesner, К. Zaton // Annales Universitatis Mariae Curie-Sklodowska. Sect. D Med., 2006. – Vol. 60, supl. 16, N 6. − S. 216 – 220.
163.      Analysis of selected parameters of powerlifting technigue of disabled competitors / I. Migasiewicz, W. Wiesner, W. Seidel, T. Prystupa, B. Pietraszewski, D. Opoka, E. Prystupa // Polish Journal of Environmental Studies. – 2006. – Vol. 15, N 5B, сz. 2. – S. 603 – 606.
164.      Changes of performance asymmetry as an effect of complex motor activity learning process / P. Kunysz, B. Blachura, I. Migasiewicz, E. Prystupa [etc.] // Polish Journal of Environmental Studies. – 2006. – Vol. 15, N 5B, cz. 2. – S. 600 – 602.
165.     Czy polski nauczyciel wychowania fizycznego podola oczekiwaniom spoleszno-edukacyjnym? / R. Muszkieta, P. Olesniewicz, E. Prystupa // Педагогіка, психологія та медико-біологічні проблеми фізичного виховання і спорту : наук. моногр. / за ред. С. С. Єрмакова. – Харків, 2006. − № 4. – С. 204 – 210.
166.     Dynamika tonusu miesni konczyn gornych u osob niepelnosprawnych z porazeniem mozgowym pod wptywem treningow silowych i odnowy biologicznej / E. Prystupa, T. Prystupa, D. Opoka [ets.] // Annales Universitatis Mariae Curie-Sklodowska. Sect. D Med. − 2006. – Vol. 60, supl. 16, N 6. − S. 194 – 201.
167.      Influence of ski exercises on the vertical body posture in the visually disabled persons / I. Migasiewicz, B. Blachura, P. Kunysz, W. Wiesner, R. Jasinski, D. Opoka, R. Blacha, E. Prystupa // Polish Journal of Environmental Studies. – 2006. – Vol. 15, N 5B, cz. 2. – S. 607 – 611.
168.      Influence of recreation training on some elements of compensation of type 2 diabetes mellitus / W. Michalczak, W. Wiesner, I. Migasiewicz, P. Zarzycki, D. Opoka, T. Prystupa, E. Prystupa, P. Kunysz // Polish Journal of Environmental Studies. – 2006. – Vol. 15, N 5B, cz. 2. – S. 594 – 596.
169.      Late effekts after cure of Wilms’tumor in childhood and the body posture development in the survivors / E. Biec, W. Wiesner, T. Skolimovski, T. Prystupa, E. Prystupa // Polish Iournal of Environmental Studies. – 2006. – Vol. 15, N 5B, cz. 2. – S. 597 – 599.
170.     Model polskiego nauczyciela wychowania fizycznego / R. Muszkieta, P. Olesniewicz, E. Prystupa // Педагогіка, психологія та медико-біологічні проблеми фізичного виховання і спорту : наук. моногр. / за ред. С. С. Єрмакова. – Харків, 2006. − № 5. – С. 152 – 155.
171.     Motywacja do uprawiania tenisa stolowego przez osoby niepetnosprawne / E. Bolach, B. Bolach, T. Prystupa, E. Prystupa, W. Seidel, I. Szczegielniak // Aktywnosc ruchowa osob niepetnosprawnych – 2005 : II Miedzynarod. konf. nauk. – Wroclaw, 2006. − T. 2. – S. 89 – 98.
172.     Parametry biomechaniczne techniki wyciskania sztangi u niepelnosprawnych ciezarowcow / E. Prystupa, I. Migasiewicz, W. Seidel, T. Prystupa, A. Zajac // Annales Universitatis Mariae Curie-Sklodowska. Sect. D Med. − 2006. – Vol. 60, supl. 16, N 6. − S. 180 – 183.
173.     Parametry sitowo-predkosciowe miesni konczyn gornych u osob z porazeniem mozgovym pod wptywem treningu sitowego i kompleksowej odnowy biologicznej / E. Prystupa, I. Migasiewicz, T. Prystupa, D. Opoka, P. Olesniewicz, W. Seidel // Annales Universitatis Mariae Curie-Sklodowska. Sect. D Med. − 2006. – Vol. 60, supl. 16, N 6. − S. 202 – 207.
174.     Porownanie treningu sportowego pomiedzi pelnosprawnymi i niepelno-sprawnymi zawodnikami uprawiajacymi ptywanie / A. Lobodzinska, W. Seidel, T. Prystupa E. Prystupa, A. Zajac, B. Bolach // Czynniki determinujace efektywnoso treningu ptywackiego oraz procesu uczenia sie i nauczania plywania : III Miedzynarodowe sympozjum. – Wroclaw, 2006. – S. 40.
175.      The influence of teaching of skiing on forming the spatial orientation of the blind and the visually impaired / I. Migasiewicz, P. Kunysz, D. Opoka, E. Prystupa // Polish Journal of Environmental Studies. – 2006. – Vol. 15, N 5B, cz. 2. – S. 612 – 615.
176.     Wplyw treningu sportowego niepelnosprawnych zawodnikow uprawiajacych plywanie na poziom spastycznosci / E. Prystupa, I. Migasiewicz, W. Seidel, T. Prystupa, O. Labuz, I. Szczagielniak // Annales Universitatis Mariae Curie-Sklodowska. Sect. D Med. − 2006. – Vol. 60, supl. 16. – S. 184 – 187.
177.     Wplyw treningu silowego i zabiegow odnowy biologicznej na wybrane parametry ukladu krazenia osob niepelnosprawnych z dzieciecym porazeniem mozgowym / E. Prystupa, T. Prystupa, D. Opoka, I. Migasiewicz, Z. Jethon, W. Seidel // Annales Universitatis Mariae Curie-Sklodowska. Sect. D Med. − 2006. – Vol. 60, supl. 16. – S. 188 – 193.
178.     Wplyw igier i zabaw ruchowych na stan funkcjonalny ukladu krazenia u dzieci niewidomych i niedowidzacych / E. Prystupa, I. Migasiewicz, T. Prystupa, D. Opoka, W. Seidel // Annales Universitatis Mariae Curie-Sklodowska. Sect. D Med. − 2006. – Vol. 60, supl. 16. – S. 176 – 179.
179.     Zwiazki zachodzace miedzy czynnosciami kontrolno-oceniajacymi a stylami komunikacji dydaktycznei u nauczycieli wychowania fizycznego / R. Muszkieta, P. Olesniewicz, E. Prystupa // Педагогіка, психологія та медико-біологічні проблеми фізичного виховання і спорту : наук. моногр. / за ред. С. С. Єрмакова. – Харків, 2006. − № 3. – С. 138 – 144.
2007:
180.     Приступа Е. Спорт инвалидов – важная составляющая олимпийского образования / Евгений Приступа // Наука в олимпийском спорте. – 2007. − № 2. – С. 153−157.
181.     Приступа Е. Основные тенденции развития Паралимпийского спорта / Евгений Приступа, Юрий Брискин, Алина Передерий // Паралимпийское движение в России на пути к Пекину: проблемы и решения. – Санкт-Петербург : СПбНИИ физической культуры, 2007. – С. 110–115.
182.     Приступа Є. Бачу ЛДУФК центром підготовки фахівців Західної України / Євген Приступа // Спортивка. – 2007. – № 57 (205). – 16 лип.
183.     Приступа Є. Життя без хвороб, або Чи потрібні Україні спеціалісти здоров’я? / Євген Приступа // Народне здоров’я. – 2007. − № 12. – С. 6.
184.     Приступа Є. Н. Фізична активність – найкращі ліки, або чи потрібні Україні фахівці зі здоров’я? / Приступа Є. Н. // Дзеркало тижня. – 2007. – 24 лют. – С. 14.
185.     Приступа Є. Концепції вільного часу людини, як важливої категорії рекреації / Євген Приступа, Аркадіуш Жепка, Лех Войцех // Педагогіка, психологія та медико-біологічні проблеми фізичного виховання і спорту : наук. моногр. / за ред. С. С. Єрмакова. – Харків, 2007. − № 1. – С. 106-112.
186.     Приступа Є. Рекреація, як соціально-культурне явище, різновид і результат діяльності / Євген Приступа, Аркадіуш Жепка, Владімеж Лара // Педагогіка, психологія та медико-біологічні проблеми фізичного виховання і спорту : наук. моногр. / за ред. С. С. Єрмакова. – Харків, 2007. − № 1. – С. 112–120.
187.     Prystupa E. Hidrokinesitherapy in physical rehabilitation of children with spastic forms of cerebral palsy / Е. Prystupa, Y. Galas, А. Vovkanych // Kierunki rozwoju fizioterapij : XIV Miedzynar. kongr. naukowy Polskiego towarzystwa fizioterapij. – Wroclaw, 2007. – Supl. 1. – P. 1 – 3.
188.     Opoka D. The level of carotenoids in students of PWSZ at legnica as an effects of environvtntal contamination / D. Opoka, Е. Prystupa, І. Migasiewicz // Srodowiskowe zrodla zagrozen zdrowotnych : II Miedzynarodowe Sympozjum Naukowe. – Lublin, 2007. – S. 258.
189.     Opoka D. Physical activity and skin carotenoid score measured non-invasive method / Dorota Opoka, Juliusz Migasiewicz, Eugeniusz Prystupa // Srodowiskowe zrodla zagrozen zdrowotnych : II Miedzynar. sympoz. nauk. – Lublin, 2007. – S. 748 – 752.
190.     Zachowania prozdrowotne kobiet zatrudnionych w medycznych stuibach wieziennych / D. Opoka, Z. Jethon, E. Prystupa, I. Migasiewicz, A. Kaczmarek, P. Lapinski // Kobiety w grupach dyspozycyjnych spoleczenstwa : socjolgiczna analiza udzialu i roli kobiet w wojsku, policji oraz w innych grupach dyspozycjnych / pod red. K. Dojwy, I. Maciejewskiego. – Wroclaw, 2007. – S. 317 – 323.
191.     Biological regeneration as a factor for muscle strength optimization in upper limbs of disabled weight lifters with cerebral palsy / T. Prystupa, E. Prystupa, A. Wolynska-Slezynska, J. Slezynski // Journal of human kinetics.− 2007. – Vol. 18. – P. 121 – 133.
2008:
192.     Приступа Є. Вступне слово / Євген Приступа // Теоретико-методичні основи організації фізичного виховання молоді : матеріали Всеукр. наук.-практ. конф. – Львів : ЛНУ імені Івана Франка, 2008. – С. 3.
193.     Приступа Є. Життя без хвороб, або Чи потрібні Україні спеціалісти здоров’я? [Закінчення. Початок у №12 за 2007 р.] / Євген Приступа // Народне здоров’я. – 2008. − № 1. – С. 4–5.
194.     Приступа Є. Н. Концепція вільного часу людини як важлива категорія рекреації [Електронний ресурс] / Є. Н. Приступа // Спортивна наука України. – 2008. − № 5. – С. 9–22. − Режим доступу : www.sportscience.org.ua
195.     Приступа Є. Тези про занепад українського спорту – невиправдані / Євген Приступа // Budo. Шлях воїна. – 2008. − № 1. – С. 16. − Текст : укр., анг.
196.     Приступа Є. Рекреація як соціально-культурне явище, різновид і результат діяльності [Електронний ресурс] / Євген Приступа, Аркадіуш Жепка, Войцех Лара // Спортивна наука України. – 2008. – № 3. – Режим доступу : http://www.nbuv.gov.ua.
197.      Приступа Є. Спорт в Україні може консолідувати націю [Електронний ресурс] / Євген Приступа // Універсум. – 2008. – 20 вер. – Режим доступу: http://universum.lviv.ua/
198.      Opoka D. M. Aspekty ksztatcenia kadr dla potrzeb uslug rekreacji ruchowej w klubach fitness w Polsce / Opoka D. M., Prystupa T., Jethon Z. // Проблеми активізації рекреаційно-оздоровчої діяльності населення : матеріали VІ Всеукр. наук.-практ. конф. з міжнар. участю. – Львів, 2008. – С. 293–303.
2009:
199.      Клімато-географічні передумови організації у Львівській області підготовки спортсменів до Ігор ХХХ Олімпіади (м. Лондон, 2012 р.) / Приступа Є. Н., Бріскін Ю. А., Линець М. М., Александров В. Ф. // Педагогіка, психологія та медико-біологічні проблеми фізичного виховання і спорту : наук. моногр. / за ред. С. С. Єрмакова. – Харків, 2009. – № 1. – С. 105 – 109.
200.      Muszkieta R. Specjalista rekreacji i specjalista turystyki-ksztalcenie, kompetencje, mozliwosci zawodowe / Radoslaw Muszkieta, Eugeniusz Prystupa, Aleksander Skaliy // Ksztalcenie kadr w zakresie kultury fizycznej / red. nauk. Radoslaw Muszkieta, Marek Napierala, Aleksander Skaliy, Walery Zukow. Seria: Monografie. – Poznan, 2009. – N. 3. – S. 5–10.
201.      Wybrane postawy zawodowe nauczycieli wychowania fizycznego z uwzglednieniem wspolczesnych wymagan i kompetencji / Radoslaw Muszkieta, Eugeniusz Prystupa, Aleksander Skaliy, Marek Napierala // Ksztalcenie kadr w zakresie kultury fizycznej / red. nauk. Radoslaw Muszkieta, Marek Napierala, Aleksander Skaliy, Walery Zukow. Seria: Monografie. – Poznan, 2009. – N. 3. – S. 77–85.
2010:
202.      Приступа Є. Н. Взаємозв’язок остеопорозу та ожиріння / Приступа Є. Н., Приступа Л. Н., Опімах О. І. // Галицький лікарський вісник. – 2010. – Т. 17, вип. 3. – С. 178–181.
203.      Приступа Є. Вплив фізичної рекреації на збереження і зміцнення здоров’я сучасної людини / Є. Приступа, Н. Завидівська // Фізична рекреація : навч. посіб. для студ. вищ. навч. закл. фіз. виховання і спорту / Приступа Є. Н., Жданова О. М., Линець М. М. [та ін.] ; за наук. ред. Є. Приступи. – Дрогобич : Коло, 2010. – Ч. 1, розд. 3. – С. 88 – 130.
204.      Приступа Е. Н. Рекреация как социально-культурное явление, разновидность и результат / Приступа Е. Н., Линец М. М. // Международная научно-практическая конференция государств – участников СНГ по проблемам физической культуры и спорта : доклады пленарных заседаний. – Минск, 2010. – Ч. 2. – С. 206 – 214.
205.      Приступа Є. Рекреаційні ігри / Є. Приступа, О. Жданова, П. Мартин // Фізична рекреація : навч. посіб. для студ. вищ. навч. закл. фіз. виховання і спорту / Приступа Є. Н., Жданова О. М., Линець М. М. [та ін.] ; за наук. ред. Євгена Приступи. – Дрогобич : Коло, 2010. – Ч. 2, розд. 4. – С. 276 − 305.
206.      Приступа Є. Розвиток моторики і фізичної підготовленості людини / Є. Приступа, Н. Завидівська // Фізична рекреація : навч. посіб. для студ. вищ. навч. закл. фіз. виховання і спорту / Приступа Є. Н., Жданова О. М., Линець М. М. [та ін.] ; за наук. ред. Євгена Приступи. – Дрогобич : Коло, 2010. – Ч. 2, розд. 1. – С. 131 – 153.
207.      Приступа Є. Соціально-культурні аспекти рекреації / Є. Приступа, Н. Завидівська, П. Мартин // Фізична рекреація : навч. посіб. для студ. вищ. навч. закл. фіз. виховання і спорту / Приступа Є. Н., Жданова О. М., Линець М. М. [та ін.] ; за наук. ред. Євгена Приступи. – Дрогобич : Коло, 2010. – Ч. 1, розд. 2. – С. 57 − 88.
208.      Приступа Е. Н. Спорт инвалидов как составляющая международного олимпийского движения / Приступа Е. Н., Брискин Ю. А., Передерий А. В. // Международная научно-практическая конференция государств – участников СНГ по проблемам физической культуры и спорта : докл. пленар. заседаний. – Минск, 2010. – С. 66 – 75.
209.      Приступа Є. Формування системи знань про спорт інвалідів / Євген Приступа, Юрій Бріскін, Аліна Передерій // Humanistyczny wymiar kultury fizycznej / red. nauk. Mariusz Zasada [i in.]. Seria: Monografie. – Bydgoszcz; Lwow ; Warszawa, 2010. – Nr 12. – S. 245 – 258.
210.      Приступа Є. Якість життя людини: категорії, компоненти та їх вимірювання / Приступа Євген, Куриш Назарій // Фізична активність, здоров′я і спорт. – 2010. – № 2. – С. 54–63.
211.      Походження рекреації та її сутність / Є. Приступа, Л. Чеховська, О. Жданова, М. Линець // Фізична рекреація : навч. посіб. для студ. вищ. навч. закл. фіз. виховання і спорту / Приступа Є. Н., Жданова О. М., Линець М. М. [та ін.] ; за наук. ред. Є. Приступи. – Дрогобич : Коло, 2010. – Ч. 1, розд. 1. – С. 9 – 56.
212.      Молода спортивна наука України : зб. наук. пр. з галузі фіз. культури та спорту /за заг. ред. Євгена Приступи. – Вип. 14 : [у 4-х т.]. – Львів : ЛДУФК, 2010. – Т. 1. – 394 с.; Т. 2. – 301 с.; Т. 3. – 215 с.; Т. 4. – 203 с.
213.       Фізична рекреація : навч. посіб. для студ. вищ. навч. закл. фіз. виховання і спорту / Приступа Є. Н., Жданова О. М., Линець М. М. [та ін.] ; за наук. ред. Є. Приступи. – Дрогобич : Коло, 2010. – 448с. − ISBN 978-966-2328-06-6.
214.      Prystupa Y. Paralympic sport as a basic of adaptive sport / Yevgenij Prystupa, Yuriy Briskin, Alina Perederiy // Zdrowie dobrem spolecznym : materialy miedzynar. symp. / pod red. nauk. I. Murawowa i A. Nowaka.–Radom, 2010. – S. 114–123.
215.      Education, tourism and health for people / ed. by Walery Zukow, Radoslaw Muszkieta, Eugeniusz Prystupa [et al.]. – Lviv ; Poznan ; Warsawа, 2010. – 378 s. – Serie: Monographie ; N 10/10. − ISBN 978-83-929551-9-1.
216.      Humanistyczne aspekty rehabilitacji, turystyki, rekreacji i sportu = Humanistic aspects of rehabilitation, tourism, recreation and sport / red. nauk. Walery Zukow, Radoslaw Muszkieta, Eugeniusz Prystupa [et al.]. – Lwow ; Poznan ; Warszawa, 2010. – 146 s. – Seria : Monografie ; N 11/10. − ISBN 978-83-62750-00-9.
2011:
217.      Приступа Є. Завищені нормативи чи слабкі діти? / Євген Приступа // Дзеркало тижня. – 2011.– № 9. – С. 12.
218.       Приступа Є. Наше завдання: зберегти національну ідентичність / Євген Приступа // Країна спорту. – 2011. – № 10. – С. 2.
219.       Приступа Є. Ніколи раніше подібної кількості студентів на Всесвітній Універсіаді від нашого університету не було [Електронний ресурс] / Євген Приступа // Галичина спортивна. – 2011. – 12 серп. – Режим доступу: http://galsports.com/new
220.       Приступа Є. Подібної кількості студентів на Всесвітній Універсіаді від нашого університету не було / Євген Приступа // Спортивка. – 2011. – № 96 (731). – С. 13.
221.       Приступа Є. Н. Порівняльний аналіз фізичної підготовленості кваліфікованих гандболісток на різних етапах підготовки [Електронний ресурс] / Приступа Є. Н., Тищенко В. О., Петришин Ю. В. // Спортивна наука України. – 2011. – № 5. – Режим доступу : http://www.sportscience.org.ua/index.php/
222.      Приступа Є. Н. Роль і місце фахівця з фізичної реабілітації в системі охорони здоров’я населення / Приступа Є. Н., Вовканич А. С. // Педагогіка, психологія та медико-біологічні проблеми фізичного виховання і спорту. – 2011. – № 9. – С. 92 – 96.
223.      Приступа Е. Н. Решение проблем современной молодежи средствами олимпийского образования / Приступа Е. Н., Брискин Ю. А., Питын М. П. // Sportul Olimpic şi sportul pentru toţi : materialele Congresului Şt. Intern. – Chişinău : USEFS, 2011. – Vol. 1. – P. 148 – 151.
224.      Приступа Є. У Львові готуватимуть докторів наук з олімпійського та професійного спорту // Галичина спортивна. – 2011. – 2 лип. – Режим доступу: http://galsports.com/new
225.      Вовканич А. Фізичні вправи як складова реабілітаційного процесу дітей з розладами особистості і поведінки [Електронний ресурс] / Вовканич А., Приступа Є., Самолюк Х. // Спортивна наука України. – 2011. – № 5. – Режим доступу : http://www.sportscience.org.ua
226.      Павлова Ю. Рівень соматичного здоров'я сучасної молоді (на прикладі студентів Ужгородського національного університету) / Юлія Павлова, Євген Приступа, Вікторія Тулайдан // Молода спортивна наука України : зб. наук. пр. з галузі фіз. виховання, спорту і здоров'я людини / за заг. ред. Є. Приступи. – Львів, 2011. – Вип. 15, т. 4. – С. 91–99.
227.      Рипак М. Отношение женщин-учителей 36–55 лет к занятиям физической культурой / Рипак М., Приступа Е., Петришин Ю. // Ştiinţa culturii fizice. – Chişinău, 2011. – Nr. 8/2. – P. 139 – 143.
228.      Львівський державний університет фізичної культури : попул. довід. / [авт. кол. : О. Полянський, М. Линець, І. Свістельник] ; за заг. ред. Є. Приступи. – Львів : ЛДУФК, 2011. – 171 с. – ISBN 978-966-2328-23-3.
229.      Львівський державний університет фізичної культури // Флагмани освіти і науки України. Приступа Євген Никодимович. – Київ : Галактика-С, 2011. – С. 174–175. – ISBN 978-966-96783-5-5.
230.      Порівняльна статистична модель фізичної підготовленості студентів різних спеціальностей / Ю. Павлова, В. Тулайдан, Є. Приступа, Б. Виноградський // Моделювання складних систем в області механіки людини, фізичного виховання і спорту : матеріали VІI електрон. Всеукр. наук. конф. (24 березня, 2011 р.). – Харків, 2011. – С. 3–5.
231.      Методика використання інтегрально-розвивальних м’ячів у інтелектуальному та фізичному розвитку дітей („Інтегрально-розвивальні м’ячі”) : а. с. № 37947 Україна / Приступа Є. Н., Виноградський Б. А., Петрина Р. П., Петришин Ю. В. Окопний А. М., Пасічник В. М. – Зареєстр. 12.04.11.
232.      Молода спортивна наука України : зб. наук. пр. з галузі фіз. виховання, спорту і здоров’я людини / за заг. ред. Євгена Приступи. – Вип. 15 : [у 4-х т.]. – Львів : ЛДУФК, 2011. – Т. 1. – 406 с.; Т. 2. – 293 с.; Т. 3. – 336 с.; Т. 4. – 199 с.
233.      Порівняльна статистична модель фізичної підготовленості студентів різних спеціальностей / Павлова Ю., Тулайдан В., Приступа Є., Виноградський Б. // Теорія та методика фізичного виховання. – 2011. – № 3. – С. 7 – 15.
234.      Роль швидкісно-силових здібностей у формуванні технічної підготовки волейболістів 10–14 років / Олександр Швай, Валерій Поляковський, Леонід Гнітецький, Євген Приступа // Фізичне виховання, спорт і культура здоров’я у сучасному суспільстві : зб. наук. пр. Волин. нац. ун-ту ім. Лесі Українки. – Луцьк, 2011. – № 1. – С. 73 – 76.
235.      Peculiarities of health-related educational technologies in higher educational establishment learning process [Electronic resourse] / Vovkanych A., Zavydivska N., Prystupa Y., Petryshyn Y. // Спортивна наука України. – 2011. – № 2. – С. 3–17. – Режим доступу : http://www.sportscience.org.ua
236.      The association of osteoarthritis and obesity = Związek osteoartrozy z otyłością / Eugen Prystupa, Ludmila Prystupa, Olexandr Opimakh, Vladyslava Dytko // Zdrowie i społeczeństwo : [rocznik]. – Radom, 2011. – № 1. – S. 131 – 153.
237.      The problem of socialization of forming of legal culture in cadets-life-savers / Zarichanskyj Оleg, Prystupa Eugene, Vynogradskyi Bogdan [et al.] // Journal of Health Promotion and Recreation. – 2011. – Vol. 1, N 3. – P. 19 – 24.
238.      The problem of professional awareness and legal culture of cadets-rescuers / Zarichanskyj Оleg, Prystupa Eugene, Vynogradskyi Bogdan [et al.] // Journal of Health Promotion and Recreation. – 2011. – Vol. 1, N 3. – P. 15 – 18.
239.      Effects of obesity on asthma course = Wpływ otyłości na przebieg astmy oskrzelowej / Eugen Prystupa, Ludmila Prystupa, Ganna Fadieieva [i in.] // Zdrowie i społeczeństwo : [rocznik]. – Radom, 2011. – N 1. – S. 155 – 163.
2012:
240.      Приступа Є. Н. Військові багатоборства та військово-прикладні види спорту в системі підготовки фахівців Збройних Сил України / Є. Н. Приступа, С. В. Романчук // Вісник Кам’янець-Подільського нац. ун-ту імені Івана Огієнка. Серія: Фізичне виховання, спорт та здоров’я людини. – Кам’янець-Подільський, 2012. – Вип. 5. – С. 223–230.
241.      Приступа Є. До Львова привезуть не одну олімпійську медаль [Електронний ресурс] / Євген Приступа // Вголос. – 2012. – 23 лип. – Режим доступу: http://vgolos.com.ua/
242.       Приступа Є. З Лондона наші олімпійці привезуть 4–5 медалей [Електронний ресурс] / Євген Приступа // Вголос. – 2012. – 18 січ. – Режим доступу: http://vgolos.com.ua/
243.       Приступа Є. Летальні випадки на уроках фізичної культури: причини та способи запобігання [Електронний ресурс] / Євген Приступа, Андрій Вовканич, Юрій Петришин // Спортивна наука України. – 2012. – № 2. – С. 19 – 27. – Режим доступу : http://www.sportscience.org.ua/index.php/Arhiv.html?file=tl_files/Archiv2012/2/Prystupa_4.pdf
244.      Приступа Є. Львівський державний університет фізичної культури / Євген Приступа, Іван Яремко // Енциклопедія Львова. – Львів : Літопис, 2012. – Т. 4. – С. 342 – 344.
245.      Приступа Є. Перестав бути „бідним студентом”, коли отримав Ленінську стипендію і … талони на харчування… / Євген Приступа // Освіта. – 2012. – 19–25 лип. – С. 8.
246.       Приступа Є. Тридцять олімпійських надій Львівського державного університету фізичної культури / Євген Приступа // Спортивка. – 2012. – № 11. – С. 13.
247.       Приступа Є. У Львівському державному університеті витає справжній олімпійський дух [Електронний ресурс] / Євген Приступа // Галичина спортивна. – 2012. – 3 бер. – Режим доступу: http://galsports.com/news
248.       Приступа Є. Фізична культура у школі – pro et contra / Євген Приступа // Освіта. – 2012. – № 29. – С. 7.
249.      Приступа Є. Н. Українські народні ігри : монографія / Є. Н. Приступа, В. І. Левків, О. В. Слімаковський. – Львів : ЛДУФК, 2012. – 432 с.
250.      Приступа Є. 65 років Львівському державному університету фізичної культури. 15 років кафедрі рекреації та оздоровчої фізичної культури / Євген Приступа, Ольга Жданова // Проблеми активізації рекреаційно-оздоровчої діяльності населення : матеріали VIII Всеукр. наук.-практ. конф. з міжнар. участю. – Львів, 2012. – С. 11 – 15.
251.      Приступа Є. Стан здоров’я школярів та можливості його корекції засобами фізичного виховання / Євген Приступа, Андрій Вовканич, Юрій Петришин // Актуальні проблеми розвитку спорту для всіх: досвід, досягнення, тенденції : матеріали IV Міжнар. наук.-практ. конф. – Тернопіль, 2012. – С. 122 – 126.
252.      Єдинак Г. А. До питання про вдосконалення системи оцінювання фізичної підготовленості військовослужбовців Збройних Сил України / Єдинак Г. А., Приступа Є. Н. // Фізичне виховання, спорт і культура здоров’я у сучасному суспільстві : зб. наук. пр. Волин. нац. ун-ту імені Лесі Українки. – Луцьк, 2012. – № 4. – С. 276 – 280.
253.      Спосіб визначення рівня готовності студентів педагогічних спеціальностей до фізкультурно-оздоровчої роботи : пат. 69490 Україна : МПК А61В 5/02 / Приступа Є. Н., Сидорко О. Ю., Сибіль М. Г., Боднар І. Р., Романчишин О. М. – № 13687 ; заявл. 21.11.2012 ; опубл. 25.04.2012, Бюл. № 8.
254.       Спосіб оцінювання швидкості реакції спортсменів в ігрових видах спорту : патент 74403 Україна : МПК А63В 69/00 / Приступа Є. Н., Бріскін Ю. А., Тищенко В. О., Сушинський О. Є., Пітин М. П., Бережанський В. О., Петришак В. С. – № 04663 ; заявл. 13.04.2012 ; опубл. 25.10.2012, Бюл. № 20.
255.      Prystupa E. Determinanty zdrowia ukraińskich uczniów / Evgen Prystupa, Iuliia Pavlova // Społeczno-kulturowe studia z kultury fizycznej. – Rzeszów, 2012. – S. 682 – 691.
256.      Prystupa E. Paralympic sport as a basic of adaptive sport = Sport paralimpijski jako podstawa sportu adaptacyjnego / Eugen Prystupa, Yuriy Briskin, Alina Perederiy // Sport i społeczeństwo. – Radom, 2012. – T. 2, N 1. – S. 79 – 89.
257.      The role of Olympic education in solving problems of modern generation / Eugeniy Prystupa, Yuriy Briskin, Maryan Pityn, Oksana Blavt // Фізична активність, здоров’я і спорт. – 2012. – № 3. – С. 3 – 9.
2013:
258.       Приступа Є. Н. Інклюзивне фізичне виховання школярів 1–3 груп здоров’я / Приступа Є. Н., Петришин Ю. В., Боднар І. Р. // Педагогіка, психологія та медико-біологічні проблеми фізичного виховання і спорту. – 2013. – № 1. – С. 62–67.
259.      Приступа Е. Н. Исследование качества жизни разных возрастных групп населения / Е. Н. Приступа, Ю. А. Павлова // Наука и спорт: современные тенденции. – 2013. – № 1, т. 1. – С. 12–21.
260.     Приступа Є. Я був радикальним – тієї ночі побили моїх студентів [Електронний ресурс] / Євген Приступа // Високий замок onlain. – 2013. – 3 груд. – Режим доступу: http://www.wz.lviv.ua/
261.      Оцінювання психофізіологічних станів у спорті : монографія / Георгій Коробейніков, Євген Приступа, Леся Коробейнікова, Юрій Бріскін. – Львів : ЛДУФК, 2013. – 312 с. – ISBN 978-966-2328-59-2.
262.      Молода спортивна наука України : зб. наук. пр. з галузі фіз. виховання, спорту і здоров’я людини / за заг. ред. Євгена Приступи. – Вип. 17 : у 4 т. – Львів : ЛДУФК, 2013. – Т. 1. – 334 с.; Т. 2. – 300 с.; Т. 3. – 296 с.; Т. 4. – 204 с.
263.      Prystupa Y. Health level and fitness of secondary school pupils in Ukraine / Prystupa Y., Bodnar I. // Life and movement. – 2013. – № 3/4(5). – P. 3–12.
2014:
264.      Приступа Е. Н. Организационно-педагогические аспекты инклюзивного физического воспитания учащихся 1–3 групп здоровья / Е. Н. Приступа, И. Р. Боднар, Ю. В. Петришин // Наука и спорт: современные тенденции. – 2014. – № 1, т. 2. – С. 118–123.
265.      Приступа Є.Н. Здоров’я населення України: проблеми і перспективи / Є. Н. Приступа, Ю О. Павлова / Здоровий спосіб життя, фізична культура, спорт. Актуальні питання спортивної медицини. Реабілітація: фізична, медична, психологічна : тези І установчої наук.-практ. конф. – Київ, 2014. – С. 129–131.
266.      Павлова Ю.О. Здоров’я та якість життя молоді Західного регіону [Електронний ресурс] / Ю. О. Павлова, Є. Н. Приступа // Фізична культура, спорт та здоров’я : тези доп. XIV Міжнар. наук.-практ. конф. – Харків, 2014. – Режим доступу: http://hdafk.kharkov.ua/ua/naukovi-napryami-konferentsiji/zdorov-ya-lyudini-fizichna-reabilitatsiya-ta-fizichna-rekreatsiya/754-zdorov-ya-ta-yakist-zhittya-molodi-zakhidnogo-regionu
267.      Дидактичні ігри з м’ячами : навч. посіб. / Приступа Є. Н., Петришин Ю. В., Виноградський Б. А., Петрина Р. Л., Пасічник В. М. – Львів : ЛДУФК, 2014. – 206 с. – ISBN 978-966-2328-61-5.
268.      Молода спортивна наука України : зб. наук. пр. з галузі фіз. виховання, спорту і здоров’я людини / за заг. ред. Євгена Приступи. – Вип. 18 : у 4 т. – Львів : ЛДУФК, 2014. – Т. 1. – 349 с.; Т. 2. – 210 с.; Т. 3. – 239 с.; Т. 4. – 180 с.
269.       Prystupa E. Olympic education and informational society: problems and research = Edukacja olimpijska a społeczeństwo informacyjne. Problemy i badania / Eugen Prystupa, Yuriy Briskin, Maryan Pityn // Zdrowie i Społeczeństwo. – Radom, 2014. – T. 4, N 1. – S. 81 – 88.
270.      Prystupa E. Life Quality and Physical Activity of Ukrainian people / E. Prystupa, Iu. Pavlova // Олимпийский спорт и спорт для всех : тез докл. XVIII Междунар. науч. конгр. – Алматы, 2014. – Т. 3. – С. 428–431.
271.      Bodnar I. Efficiency of inclusive physical education lessons for schoolchildren with minor deviations in health / Bodnar Ivanna, Prystupa Eugene // Postapy reabilitacji. – T. 28, N 3. – Warszawa, 2014. – P. 13–19.
272.      Improvement of rally crews pace notes training / Lyudmila Rybak, Evhen Prystupa, Oleh Rybak, Bogdan Vynogradskyi // Journal of Physical Education and Sport. – 2014. – Vol. 14(2), art 31. – P. 198–204. (Scopus)
2015:
273.      Приступа Є. На Універсіаді відчули справжнє ставлення до нас „старших братів” / Євген Приступа // Спортивка. – 2015. – № 17(1279). – 7 лют. – С. 7.
274.       Приступа Є. Особливості змін фізіологічних показників кваліфікованих гандболістів упродовж річного макроциклу / Приступа Євген, Тищенко Валерія // Фізична активність, здоров’я і спорт. – 2015. – № 3(21). – С. 49–56.
275.      Приступа Є. Первинний аналіз причин летальних випадків під час уроків фізичного виховання / Приступа Євген, Вовканич Андрій, Петришин Юрій // Фізична активність, здоров’я і спорт. – 2015. – № 3(21). – С. 18–27.
276.      Приступа Є. Саме українці найкраще і найбільше організовано підтримували своїх спортсменів [Електронний ресурс] / Євген Приступа // Галичина спортивна. – 2015. – 8 лют. – Режим доступу:
http://galsports.com/news/
277.      Молода спортивна наука України : зб. наук. пр. з галузі фіз. виховання, спорту і здоров’я людини / за заг. ред. Євгена Приступи. – Вип. 19 : у 4 т. – Львів : ЛДУФК, 2015. – Т. 1. – 298 с.; Т. 2. – 346 с.; Т. 3. – 142 с.; Т. 4. – 202 с.
278.     Поховання спортовців на Личаківському кладовищі : [наук.-довід. вид.] / Є. Приступа, О. Романчук, Р. Коваль [та ін.] ; за заг. ред. Є. Приступи. – Львів : Манускрипт, 2015. – 63 с. – ISBN 978-966-2400-39-7.
279.      Prystupa E. Evaluation of health in context of life quality studying / Evgen Prystupa, Iuliia Pavlova // Postępy Rehabilitacji =Advances in Rehabilitation. – 2015. – Vol. 29, N 2. – P. 33–38.
280.      Prystupa Y. Preliminary analysis of reasons of lethal cases during physical education lessons / Yevhen Prystupa, Andriy Vovkanych, Yuriy Petryshyn // Фізична активність, здоров’я і спорт. – 2015. – № 3(21). – С. 18 – 27.
281.      BCL1 polymorphism of glucocorticoids receptor gene and bronchial asthma / V. V. Kmyta, V. F. Orlovskyi, L. N. Prystupa, E. N. Prystupa // Georgial Medical News. – 2015. – Vol. 3(2040). – P. 51–55.(Scopus)
282.      Organizational basics implementation of the programs of Special Olympics / Yevgenij Prystupa, Alina Perederiy, Yuriy Briskin, Maryan Pityn // Harvard Journal of Fundamental and Applied Studies. − 2015. − N 1 (7), vol. 8. – P. 266 − 272.
283.      The Efficiency of Integrated and Segregated Physical Education Classes for Secondary School Students with Physical and Mental Disabilities and Poor Fitness / Ivanna Bodnar, Yevhen Prystupa // Human Movement. – 2015. – Vol. 16, is. 4. – P. 200–205. (Scopus)
2016:
284.      Приступа Є. Обґрунтування напрямів розвитку студентського спорту України в ХХІ столітті [Електронний ресурс] / Євген Приступа, Михайло Мельник, Мар’ян Пітин // Спортивна наука України. – 2016. – № 1(71). – С. 21–26. – Режим доступу: http://sportscience.ldufk.edu.ua/index.php/snu/article/view/392
285.      Приступа Є. 70 років Львівському державному університету фізичної культури. 20 років кафедрі фітнесу і рекреації / Євген Приступа, Ольга Жданова // Проблеми активізації рекреаційно-оздоровчої діяльності : матеріали Х Всеукр. наук.-практ. конф. з міжнар. участю. – Львів, 2016. – С. 12–18.
286.      Львівський державний університет фізичної культури (1946–2016) : попул. енцикл. / авт. кол.: Ф. Музика [та ін.] ; упоряд. О. Борис ; за заг. ред. Є. Приступи. – Львів : ЛДУФК, 2016. – 488 с. – ISBN 978-966-7336-01-2.
287.      Молода спортивна наука України : зб. наук. пр. з галузі фіз. виховання і спорту / за заг. ред. Євгена Приступи. – Вип. 20 : у 4 т. – Львів : ЛДУФК, 2016. – Т. 1/2. – 366 с.; Т. 3/4. – 162 с.
288.      Bcl 1 polymorhpism of glucocorticoid receptor gene in patients with bronchial asthma with obesity / V. V. Kmyta, V. Y. Garbuzova, E. N. Prystupa, L. N. Prystupa // Цитология и генетика. – 2016. – Т. 50, № 3. – С. 36 – 41. (Scopus)
289.      Justification of theoretical and methodological system of students sports in Ukraine in the XXI century / Prystupa Evgen, Briskin Yuriy, Melnyk Mykhailo, Pityn Maryan // Спортивний вісник Придніпров'я. – 2016. – № 2. – С. 105–111.
290.     Приступа Є. Система підготовки висококваліфікованих команд з гандболу в річному макроциклі / Євген Приступа, Валерія Тищенко // Фізична активність, здоров’я і спорт. – 2016. – № 2(24). – С. 45–53.
291.     Приступа Є. Стан проблеми контролю тренувальної та змагальної діяльності в системі підготовки команд високої кваліфікації з гандболу / Євген Приступа, Валерія Тищенко // Фізична активність, здоров’я і спорт. – 2016. – № 4(26). – С. 39–49.
2017:
292.      Приступа Є. Аналіз ринку фізкультурно-оздоровчих послуг у Львові / Є. Приступа, О. Жданова, Л. Чеховська // Слобожанський науково-спортивний вісник. – 2017. – № 6(62). – С. 74–78.
293.      Приступа Є. Н. Олімпійська освіта як виховне середовище молоді [Електронний ресурс] / Приступа Є. Н., Бріскін Ю. А., Пітин М. П. // Молодь та олімпійський рух : тези доп. X Міжнар. наук. конф. – Київ, 2017. – С. 45–46. − Режим доступу : https://www.uni-sport.edu.ua/sites/default/files/vseDocumenti/zbirnyk_tez_2017_na_sayt.pdf
294.      Приступа Є. Н. Особливості професійної підготовки фітнес-тренерів в умовах сучасної парадигми вищої школи / Приступа Є. Н.,         Данилевич М. В., Грибовська І. Б. // Науковий часопис Нац. пед. ун-ту ім. М. П. Драгоманова. Серія 15, Науково–педагогічні проблеми фізичної культури (фізична культура і спорт) : [зб. наук. пр.]. – Київ, 2017. − Вип. 9(91). − С. 96−99.
295.     Приступа Є. Система підготовки спортивно-масових заходів у спорті для всіх / Євген Приступа, Любов Чеховська, Ростислав Турка // Фізична активність, здоров’я і спорт. – 2017. – № 2(28). – С. 69–77.
296.      Сова А. Іван Боберський – основоположник української тіловиховної і спортової традиції / Андрій Сова, Ярослав Тимчак ; за наук. ред Євгена Приступи. – Львів : ЛДУФК ; Апріорі, 2017. – 232 с.: іл.
297.      Розвиток та становлення спортивних єдиноборств у програмах Ігор Олімпіад сучасності / Євген Приступа, Юрій Бріскін, Артур Палатний, Мар’ян Пітин // Фізична активність, здоров'я і спорт. − 2017. − № 1 (27). − C. 3−19. (ВАК)
298.      Сучасний стан підготовки кадрів для сфери оздоровчого фітнесу / Приступа Є., Музика Ф., Жданова О., Чеховська Л. // Науковий часопис Нац. пед. ун-ту ім. М. П. Драгоманова. Серія 15, Науково-педагогічні проблеми фізичної культури (фізична культура і спорт) : [зб. наук. пр.]. – Київ, 2017. – Вип. 7(89). – С. 19–22.
299.      Частота травми голови та обличчя залежно від виду спорту, механізм та профілактика / Є. Н. Приступа, А. В. Магльований, Д. С. Аветіков [та ін.] // Клінічна хірургія. – 2017. – № 10 (906). – С. 70–73.
300.      Prystupa E. Peculiar properties and dynamics of physiological indicators in Handball team / Evhen Prystupa, Tyshchenko Valeria // Journal of Physical Education and Sport. – 2017. – Vol. 1, art 49. – P. 335–341. (Scopus)
2018:
301.      Приступа Є. Структурні компоненти готовності майбутніх фахівців з фізичного виховання та спорту до роботи у сфері фізичної рекреації / Євген Приступа, Мирослава Данилевич // Науковий вісник Ужгородського ун-ту. Серія: Педагогіка. Соціальна робота : [зб. наук. пр.]. – Ужгород, 2018. – Вип. 1(42), ч. 2. – С. 359–363.
302.     Приступа Є. Формування конкурентного середовища мережі фітнес клубів "Sport Life" у Львові / Приступа Євген, Чеховська Любов // Науковий часопис Нац. пед. ун-ту імені М. П. Драгоманова. Серія 15, Науково-педагогічні проблеми фізичної культури (фізична культура і спорт) : [зб. наук. пр.]. – Київ, 2018. – Вип. 3К(97). – С. 450–456.
303.      Мультикультуралізм футболу та сучасна генетика спорту [Електронний ресурс] / Андрій Дулібський, Юрій Борецький, Володимир Трач, Євген Приступа // Спортивна наука України. – 2018. – № 4(86). – С. 25–36. – Режим доступу: http://sportscience.ldufk.edu.ua/index.php/snu/article/view/777
304.      Комп’ютерна програма „ДПМ” : моніторинг рівнів сформованості готовності майбутніх фахівців з фізичного виховання та спорту до рекреаційно-оздоровчої діяльності : а. с. № 79484 / Данилевич Мирослава Василівна, Приступа Євгеній Никодимович, Мельник Євгеній Ігорович. – Заявл. 01.06.18.
305.     Prystupa E. N. Innovations in the fitness of industry / Evgen N. Prystupa, Olga M. Zhdanova, Liubov Ya. Chekhovska // Nowoczesne technologie innowacyjne i informacyjne w rozwoju społeczenstwa. – Katowice, 2018. – S. 98–107.
306.     Prystupa Y. Mobile Applications for Attraction Young to Motor Activity / Yevgen Prystupa, Olga Zhdanova, Liubov Chekhovska // Using sports, culture, and social studies as means to rediscover lost values : abstract book of 6th International Conference on Science, Culture, and Sport (25–27 April 2018, Lviv). – Lviv, 2018. – Р. 314.
307.     Features of heart rate variability in breast cancer survivors with various types of attitude to the disease / Evgen Prystupa, Tetiana Odynets, Yuriy Briskin, Iryna Svistelnyk // Advances in Rehabilitation=Postępy Rehabilitacji. – 2018. – Vol. 3. – P. 5–9. (Scopus)
308.      Metalloproteinase-7 as an early marker of lung damage among polymyositis and determatomyositis patients / V. Kmyta, E. Prystupa, L. Prystupa, A. Kovchun // Annals of the Rheumatic Diseases. – 2018. – Vol. 77, is. 2. – P. 1284. (Scopus)
2019:
309.      Вплив занять за авторською програмою спортивно-реабілітаційної підготовки в адаптивному спорті на якість життя осіб з ушкодженнями опорно-рухового апарату / Євген Приступа, Юрій Бріскін, Марія Розторгуй, Аліна Передерій // Теорія і методика фізичного виховання і спорту. – 2019. – № 1. – С. 57–64. DOI:10.32652/tmfvs.2019
310.     Bartoszewicz R. Estimation of indices related to physical activity in Ukraine, Poland, and member countries of active healthy kids global alliance / Bartoszewicz R., Mandyuk A.B., Prystupa Y. N. // Human Movement. – 2019. – Vol. 20(4). – P. 79–88. (Scopus)
311.     Kryshtanovych S. The integration of the content of training future managers of physical culture and sport in formation of professional competence =Інтеграція змісту навчання майбутніх менеджерів фізичної культури і спорту у формуванні професійної компетентності / Kryshtanovych S., Prystupa E., Slobozhaninov P. // The scientific heritage. – 2019. – Vol. 2, N 39. – P. 43–46.
312.     Development of special physical qualities skilled kickboxers various style of competitive activity / Evgen Prystupa, Andriy Okopnyy, Natalia Hutsul, Khrystyna Khimenes, Andriy Kotelnyk, Ihor Hryb, Maryan Pityn // Journal of Physical Education and Sport. – 2019. – Vol. 19, is. 2, art 42. – P. 273–280. (Scopus)
313.      Genesis and content of fitness: theoretical and methodological analysis /
Evhen Prystupa, Liubov Chekhovska, Olha Zhdanova, Maryana Chekhovska // Sport i turystyka. – 2019. – Т. 2, N 1. S. 147–161.
314.      Effects of an individualised physical rehabilitation intervention enhanced by progressive muscular relaxation and visualisation exercises on psycho-emotional state in women after breast cancer surgery / Prystupa Evgen, Odynets Tetiana, Briskin Yuriy, Tyshchenko Valeria // Physiotherapy Practice and Research. – 2019. – Vol. 40, N 1. – P. 21–27. (Scopus)
2020:
315.      Приступа Є. Н. Австрійський досвід професійної підготовки педагогічних кадрів з фізичного виховання / Є. Н. Приступа, О. В. Романчук, М. В. Данилевич // Педагогіка формування творчої особистості у вищій і загальноосвітній школах : зб. наук. пр. – Запоріжжя : Класичний приватний ун-т, 2020. – Вип. 70, т. 3. – С. 14–19.
316.      Приступа Є. Н. Досвід підготовки вчителів фізичної культури в Австрії / Є. Н. Приступа, М. В. Данилевич, О. В. Романчук // Науковий часопис НПУ ім.. М. П. Драгоманова. Серія 15, Науково-педагогічні проблеми фізичної культури (фізична культура і спорту) : [зб. наук. пр.]. – Київ, 2020. – Вип. 8(128)20. – С. 155–159.
317.      Приступа Є. Н. Лекція-тренінг як форма активного навчання майбутніх менеджерів фізичної культури та спорту / Приступа Є. Н., Криштанович С. В. // Modern Science and Practice : зб. наук. пр. ХV Міжнар. наук.-практ. конф. – Варна, 2020. – P. 226–228.
318.     Характеристика освітньо-професійної програми «Фізична реабілітація» у підготовці здобувачів вищої освіти за першим (бакалаврським) рівнем зі спеціальності 017 „Фізична культура і спорт” у Львівському державному університеті фізичної культури імені Івана Боберського / Приступа Є. Н., Музика Ф. В., Бріскін Ю. А., Будзин В. Р., Жарська Н. В. // Український журнал медицини, біології та спорту. – 2020. – № 5(27). – С. 419–425.
319.     Features of formation the professional competence of future managers of physical culture and sports / Yevhen Prystupa, Svitlana Kryshtanovych, Myroslava Danylevych, Ihor Lapychak, Myroslav Kryshtanovych, Petro Sikorskyi, Zoryana Podolyak, Volodymyr Basarab // Journal of Physical Education and Sport. – 2020. – Vol. 20, suppl. is. 1. – P. 441–446. (Scopus)
320.      Capillaroscopic alterations in Patients with idiopathic inflammatory myopathies / Kachkovska V., Kovchun A., Prystupa E., Prystupa L. // Annals of the rheumatic diseases. – 2020. – Vol. 79, supl. 1. – P. 500. Doi: 10.1136/annrheumdis-2020-eular.3139 (Web of Science)
2021:
321.       Приступа Є. Н. Військовий хортинг у забезпеченні фізичного і морально-етичного виховання особистості / Приступа Є. Н., Виноградський Б. А., Єрьоменко Е. А. // Війський хортинг України. – 2021. – Вип. 1. – С. 228–246.
322.      Свищ Л. С. Особливості ціннісної професійної підготовки майбутніх фахівців з іноземної філології у Великобританії / Свищ Лілія Осипівна, Приступа Євген Никодимович // Scientific practice: modern and classical research methods : I International Scientific and Practical Conference (February 26, 2021, Boston, USA). – Boston, 2021. – Vol. 2. – Р. 158–160.
323.     Сучасна система змагань національної футбольної ліги в умовах сталого розвитку / Євген Приступа, Юрій Бріскін, Христина Хіменес, Мар'ян Пітин // Теорія і методика фізичного виховання і спорту. – 2021. – № 4. – С. 14–18. DOI: 10.32652/tmfvs.2021.4.14–18
324.     Dulibskyy A. Identification of the genetic and physiological markers related to injury resistance of football players / Dulibskyy Andriy, Vovkanych Lyubomyr, Prystupa Yevhen // Proceedings Book of 5th International Eurasian Conference on Sport Education, 9–11 July. – Lviv, 2021. – P. 40–41.
325.     Research of the system of formation of professional competence of future managers of physical culture / Prystupa Y., Kryshtanovych S., Pasko O., Prudka L., Matiienko T. // Laplage in Journal. – 2021. – Vol. 7(3C). – P. 286–291. https://doi.org/10.24115/S2446-6220202173C1620p.286-291 (Web of Science)
2022:
326.      Приступа Є. До 75 річчя ЛУФК імені Івана Боберського. До 25 річчя кафедри фітнесу та рекреації / Євген Приступа, Любов Чеховська // Проблеми активізації рекреаційно-оздоровчої діяльності населення : зб. матеріалів ХІІІ Міжнар. наук.-практ. конф. (7–8 жовтня 2022 р.). – Львів : ЛДУФК імені Івана Боберського, 2022. – С. 9–17.
327.      Нормативні засади професійної діяльності у сфері фізичної реабілітації, лікувальної фізичної культури, трудотерапії / Приступа Є. Н., Бріскін Ю. А., Жарська Н. В., Будзин В. Р., Вовканич А. С. // Український журнал медицини, біології та спорту. – 2022. – № 7(2). – С. 268–274. https://doi.org/10.26693/jmbs07.02.268
328.      Фізкультурно-спортивна реабілітація у системі галузевих соціальних практик / Приступа Є. Н., Жарська Н. В., Бріскін Ю. А., Вовканич А. С. // Український журнал медицини, біології та спорту. – 2022. – Т. 7, № 4(38). – С. 163–169. DOI: 10.26693/jmbs07.04.163
329.     Regeneration of Skeletal Muscle Fibers and Regulation of Myosatellitocytes Metabolism / V. Hashchyshyn, R. Tymochko-Voloshyn, N. Paraniak, L. Vovkanych, I. Hlozhyk, V. Trach, F. Muzyka, Y. Serafyn, E. Prystupa, Y. Boretsky // Cytology and Genetics. – 2022. – Vol. 56, N 3. – Р. 253–260. DOI: 10.3103/S0095452722030033 (Scopus, Web of Science)
330.     Edukacja fizyczna – wprowadzenie do ratownictwa wodnego na przykładzie Polski : monografia / Eugeniusz Prystupa, Dariusz W. Skalski, Damian Kowalski, Bogdan Kindzer. – Starogard Gdański ; Lwów, 2022. – 237 р.
331.      Regeneration of Skeletal Muscle Fibers and Regulation of Myosatellitocytes Metabolism / V. Hashchyshyn, R. Tymochko-Voloshyn, N. Paraniak, L. Vovkanych, I. Hlozhyk, V. Trach, F. Muzyka, Y. Serafyn, E. Prystupa, Y. Boretsky // Cytology and Genetics. – 2022. – Vol. 56, N 3. – Р. 253–260. DOI: 10.3103/S0095452722030033 (Scopus, Web of Science)
332.      The main pedagogical aspects of the formation of professional competence of students of physical culture / Prystupa Y., Muzyka F., Kryshtanovych S., Matviiv V., Ilkiv O. // Revista Tempos E Espaços Em Educação. – 2022. – Vol. 15(34). – P. e16974. https://doi.org/10.20952/revtee.v15i34.16974 (Web of Science)
2023:
333.      Приступа Є. Комплексний розвиток здібностей дітей старшого дошкільного віку з використанням інтегрально-розвивальних м’ячів / Євген Приступа, Вікторія Пасічник, Андрій Вовканич // Науковий дискурс у фізичному вихованні і спорті. – 2023. – № 2. – С. 37–47.

334. Smart organization – digitalization of combat sports services / Wojciech Cieśliński, Kazimierz Witkowski, Eugeniusz Prystupa, Tomasz Pałka, Paweł Piepiora // Archives of Budo Science of Martial Arts and Extreme Sports. – 2023. – Vol. 19. – P. 257–266. (Scopus)